# Federación de los Andes
La Federación de los Andes fue un proyecto de estado bajo la forma de Confederación ideado por Simón Bolívar en 1826 y que incluiría bajo su hegemonía las nacientes repúblicas de Bolivia, Gran Colombia y Perú.

## Etimología

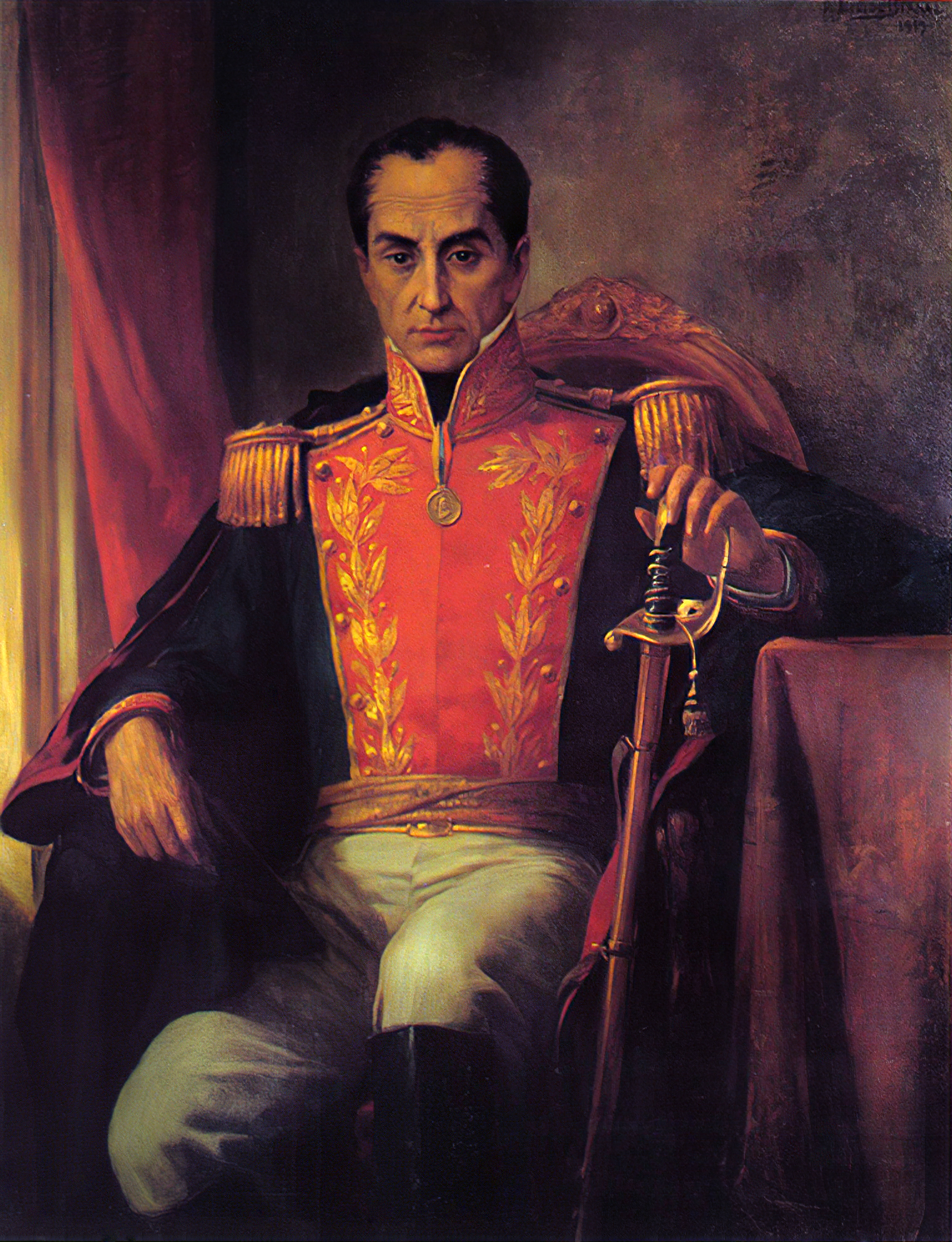
Simón Bolívar, dictador en Perú y promulgador de la idea.

Las fuentes han dado varios nombres al proyecto estatal: «Confederación de los Andes», «Federación de los Andes», «Federación Boliviana» y «Federación Andina».

## Antecedentes

Mapa de la República de la Gran Colombia (incluyendo territorios reclamados). Muestra los tres departamentos que la formaban: Venezuela, Cundinamarca y Quito.

Inicialmente, Bolívar pretendía crear una gran confederación que abarcara todos los territorios que acababan de independizarse del Imperio español para prevenir posibles intentos de reconquista. Para esto convocó el Congreso de Panamá pero cuando fracasó se propuso una meta más realizable, unificar los países independizados por él: Perú, Bolivia y Colombia; como dijo Jorge Basadre: «Unir a las repúblicas bolivarianas parecía más factible que unir a todas las Repúblicas hispanoamericanas».

Formar una federación cuya historia empezara con su biografía, cuyo territorio no era sino el teatro de sus grandes victorias militares, resultaba lógico sueño de una imaginación poderosa.

### Congreso de Panamá
Convocado en un circular escrito por el Libertador y su ministro, José Faustino Sánchez Carrión, el 7 de diciembre de 1824, en este Congreso se debatió la posibilidad de crear una gran confederación americana y el futuro de Cuba y Puerto Rico, aún en poder español y que servían de cabezas de puente para futuras expediciones de reconquista. Chile y Río de la Plata se abstuvieron de enviar representantes. Los de Bolivia no alcanzaron a llegar. Estaban representados solo Colombia (por Pedro Gual y Pedro Briceño Méndez), Perú (Manuel Lorenzo de Vidaurre y José María Pando, este último reemplazado por Manuel Pérez de Tudela), México (José Mariano Michelena y José Domínguez Manso) y Guatemala (Antonio Larrazábal y Pedro Molina).
Entre las decisiones tomadas estuvo el no establecer relaciones diplomáticas con la República de Haití para evitar alentar rebeliones de esclavos. Sobre Cuba y Puerto Rico, el 18 de febrero de 1826, el ministro del gobierno peruano, Hipólito Unanue, recomendó no invadirlas, pues su flota era necesaria para defender el Océano Pacífico y no podían prestarla para la expedición. Los representantes se mostraron favorables a que un país interviniera en otro en caso de que el segundo se sumergiera en la anarquía. También reconocieron el uti possidetis como principio rector de las fronteras de los nuevos países, con tendencia a apoyarse en ríos y montes. Esto último chocaba con las aspiraciones constitucionalistas peruanas, con la «libre asociación como la base del estado en mayor medida».
Pérez de Tudela y Vidaurre postularon una «liga» entre los países participantes, permanecer en guerra con España y cualquier otra potencia que intentara dominarlos y crear una «Dieta de plenipotenciarios» que se reunirían cada bienio. Sus funciones serían interpretar los tratados en caso de dudas y arreglar subsidios, número de tropas y dinero que debía aportar cada país a la defensa común. No se tolerarían intentos de colonización o el comercio negrero pero se respetarían las colonias europeas que aún existían en el continente. Incluso Vidaurre escribió las «Bases de la confederación general americana», en que el Congreso de Panamá tendría autoridad sobre los países para resolver conflictos fronterizos, negociaría con los europeos, aseguraría la reciprocidad comercial y establecería una ciudadanía común. Para tal acuerdo señalaba que en medio siglo todos los miembros debían comprometerse a no alterar sus formas de gobierno.

### Acuerdos peruano-colombianos
Meses antes que Bolívar llegara a Perú, su ministro plenipotenciario, Joaquín Mosquera, y el ministro del Protectorado del Perú, Bernardo Monteagudo, firmaron el «Tratado de Unión, Liga y Confederación Perpetua entre la República de Colombia y el Estado del Perú» el 16 de junio de 1822. Era una alianza de auxilio mutuo en caso de invasión, con igualdad de derechos para ciudadanos, barcos y producciones, fijación de contingentes militares y navales, resguardo de la soberanía nacional de cada parte y postergación de la fijación de fronteras precisas. Un segundo tratado fue firmado el 6 de julio y era un anuncio para la reunión de ministros plenipotenciarios para estrechar el vínculo y del Congreso panameño. El Congreso Constituyente peruano los aprobó el 10 de octubre y 12 de noviembre de 1823 respectivamente.

### La suerte del Alto Perú
El primer contratiempo al proyecto de Bolívar fue la independencia de la audiencia de Charcas, que lo hizo enfrentarse a Antonio José de Sucre porque la intención del Libertador era incorporar al Alto Perú a su proyectada federación. Los consejos de Francisco de Paula Santander y el halago de Sucre y criollos bautizando el nuevo país como República de Bolívar, después Bolivia, lo hicieron ceder.
La unión del Bajo y Alto Perú era vista como demasiado peligrosa por Bolívar, Santander, Sucre y Buenos Aires, y esta independencia permitía tener un aliado a la espalda de un Perú con quien las relaciones diplomáticas se habían deteriorado a un nivel alarmante. Finalmente, además de debilitar a Lima, conseguía el apoyo de la élite de Chuquisaca y otras ciudades.
Sucre quedó como presidente del nuevo país pero solo por dos años mientras se negociaba la creación de la gran federación bolivariana y se estabilizaba el Alto Perú. Deseaba volver a Quito con su esposa. Por ello Bolívar siguió contando con Bolivia para su federación. En la práctica, Sucre dependía tanto de las órdenes de Bolívar que rápidamente fue visto por peruanos y rioplatenses como un títere o cabeza de puente del Libertador en el sur continental, un «procónsul del imperio boliviano».
Mientras estaba en Bolivia el Congreso Constituyente de Chuquisaca le pide redactarles una constitución, lo que el Libertador hizo tras retornar a Lima y mientras disfrutaba de la vida social y su amorío con Manuela Sáenz.

### Plan de unificación
El plan exigía que la unión fuera iniciada en y promovida por Bolivia y Perú para no ser vista en esos países como una imposición colombiana. Por eso, Sucre gobernaba en la primera mientras Bolívar intentaba imponer el plan en Lima. Se esperaba que Sucre negociaría con los peruanos para sumarlos a la Federación. Estas se haría a través de plenipotenciarios. Una vez asentada la constitución del Libertador en Bolivia se debía seguir con Perú y finalmente con Colombia. Para lograrlo, debía mantener tropas colombianas en Perú y Bolivia, lo que aumentó el descontento que ya producían sus constituciones vitalicias, porque eran vistas como las guardias pretorianas de sus gobiernos títeres.

## La Federación

### Gobierno
El proyectado país exigía un nuevo sistema político para evitar las «Repúblicas aéreas», países con leyes basadas en ideologías alejadas de las circunstancias, y diera equilibrio entre la estabilidad que ofrecía la monarquía y los ideales republicanos del Libertador. Él rechazaba las monarquías y consideraba que todo intento de implantar una en Hispanoamérica estaba condenado al fracaso por el rencor producido hacia los reyes por la devastadora guerra. 

Esta constitución es un término medio entre federalismo y monarquía.
 Carta de Bolívar a Páez, Lima, 26 de mayo de 1826.

 Mi proyecto concilia los extremos: los federalistas encontrarán allí sus deseos realizados en gran parte y los aristócratas hallarán un gobierno permanente, sólido y fuerte; los demócratas verán conservada la libertad sobre toda cosa.
 Carta de Bolívar a Santander, Lima, 3 de mayo de 1826.

Este daría gobiernos estables que hicieran las reformas necesarias: «Dadme un punto fijo, y moveré el mundo». El cónsul británico en Lima, Charles Milner Ricketts, le apoyaba; introducir de golpe los loables principios liberales solo traerían el caos. Según Víctor Andrés Belaúnde:

…reunía la estabilidad de la monarquía; el poder electoral de la democracia; la centralización hacendaria absoluta del régimen unitario: la intervención popular en los nombramientos políticos como en el federalismo; los censores vitalicios como en oligarquía; el derecho de petición y de refrendación de las reformas constitucionales como en el sistema plebiscitario.

Habría un presidente vitalicio, un parlamento federal tricameral y una administración autoritaria, centralizada y militarizada. Era una monocracia fuertemente inspirada en el Consulado de Napoleón Bonaparte y en el régimen del haitiano Jean Pierre Boyer. De ahí que lo acusaran que «aspiraba á la monocracia vitalicia, sobre la base de la hegemonía militar de Colombia».

Su plan político, no es ni democrático, ni aristocrático, ni autocrático, y para caracterizarlo, un historiador universal ha tenido que inventar la palabra monocracia, que es la única que cuadra.

Bolívar quería formar «una federación general (...) más estrecha que la de los Estados Unidos», país al que consideraba un «lindo modelo». Habría una sola bandera, ejército, constitución y nación. Las leyes tendrían adaptaciones concretas para cada región, pero se consideraba que su autoritarismo violentaba las «particularidades» regionales. Así nacería un poderoso país capaz de plantar cara a las potencias europeas y negociar en igualdad con ellas (el Libertador quería unidad contra la Europa de la Restauración) o enfrentar las ambiciones hegemónicas de Estados Unidos.
Contaba con el apoyo de Sucre y la aceptación de Santander.

### Constitución
Su constitución iba a ser muy similar a la que entregó a los bolivianos en Chuquisaca el 19 de noviembre y el símil que impuso a los peruanos en Lima el 30 del mismo mes. Estaría plagada de terminología romana, «el Korán del imaginario sistema político boliviano» (sic).
El liberalismo en el pensamiento de Bolívar se notaba cuando exigía la abolición inmediata y completa de la esclavitud y la tolerancia religiosa. En la Federación estarían asegurados los derechos de la libertad individual, seguridad civil, tránsito, inviolabilidad del domicilio, libertad del trabajo, propiedad, patente de inventores e igualdad ante la ley, la libertad de prensa sería reconocida dentro de la responsabilidad de quien emite las declaraciones, se abolirían los empleos y privilegios hereditarios y vinculaciones eclesiásticas y laicas, y las contribuciones se repartirían proporcionalmente. Para ser ciudadano había que tener nacionalidad, saber leer y escribir, ser mayor de 25 años o estar casado, tener empleo o profesar alguna ciencia o arte, y no estar sujeto a otro como sirviente doméstico.
Siguiendo la inspiración de la Constitución francesa de 1799 estaba en cuatro poderes: ejecutivo, legislativo, electoral y judicial.

### Poder ejecutivo
Habría un «Jefe Supremo Vitalicio» con poder de designar empleados, diplomáticos, militares y encargados de hacienda. No respondía ante el Congreso por su administración y podía dar sin consultas al legislativo patentes de corso o nombrar jefes militares y navales o personal de hacienda. Su carácter vitalicio se debía a la influencia del haitiano Alexandre Pétion. Aunque formalmente el presidente tuviera pocas funciones, el que fuera vitalicio garantizaría una enorme influencia en el gobierno.
El «jefe supremo» sería nombrado por un Congreso pleno solo la primera vez, porque entre sus poderes estaba el de nombrar un heredero como en Haití, un vicepresidente federal, previa consulta al legislativo; esto daría estabilidad según Bolívar. El sucesor podía ser quien quisiera, removerlo cuando le pareciera y nada impedía que fuera un pariente. Sucre sería vicepresidente federal y si él no aceptaba Bolívar renunciaría por considerar que no tendría sucesor capaz de continuar su proyecto.
Sería una sucesión por mérito y no herencia de sangre como en las monarquías, posiblemente estaba inspirado en Augusto, quien legó el Imperio romano a Tiberio. Como dijo Bartolomé Mitre: «lo que propone es una monarquía electiva», aunque con más libertad que un rey europeo, que por tradición debía legar el trono al hijo mayor. Todos sabían que al fenecer el Libertador se decidiría de verdad si la Federación seguía o no; sus funerales serían como los de Alejandro Magno con su propia versión de las guerras de los diádocos. Esa dependencia en el líder era su debilidad: «Así, desde el nacimiento de la Gran Colombia, la integridad territorial de la república fue precaria y sólo bastaba que desapareciera el elemento unificador para comenzar su fragmentación. Ese elemento unificador fue el poder militar de Bolívar».

Hubo en Bolívar, como dice Carlos Pereyra, muchos hombres que sucesivamente murieron: el joven romántico de 1804, el diplomático fastuoso de 1810, el jacobino feroz de 1813, el paladín de 1819, el estadista de Angostura, y ahora, en 1825, era el "imperator" e iba a ser el legislador, como más tarde sería el filósofo de Bucaramanga.

Esta gran concentración de poder, rasgos vitalicios y elección de sucesor llevó a las denuncias que era una monarquía absolutista disfrazada. Lo acusaron de intentar ser un nuevo Napoleón Bonaparte, Cayo Julio César o Agustín de Iturbide, algo que el Libertador negaba (carta de Bolívar a Páez, Lima, 8 de agosto de 1826). De hecho, después de Ayacucho un francés avecindado en Londres le propuso proclamarse rey constitucional pero lo rechazo rotundamente. Mitre lo compara con Oliver Cromwell, quien sin ser rey tuvo una autoridad absoluta y vitalicia también.

La constitución boliviana, era el falseamiento de la democracia con tendencias monárquicas. El plan de la monocracia era una reacción contra la revolución misma, y contra la independencia territorial de las nuevas repúblicas, que violaba las leyes físicas de la geografía.

Debía ser ayudado por un Consejo de Gobierno formado por tres secretarios de estado y el vicepresidente, este último con funciones de primer ministro. Este Consejo se encargaría de la administración pública, las relaciones exteriores, la hacienda nacional y la guerra.  Este vicepresidente y secretarios si eran responsables ante el Congreso por sus actos.

### Poder legislativo
El «Congreso General de la Federación» o «asamblea popular permanente» contaría con un diputado por región para cada cámara, es decir, nueve congresistas que serían nombrados por los legislativos de cada país o «por los pueblos». Inicialmente Bolívar veía con buenos ojos un Congreso hereditario (como la Cámara de los Lores británica), pero desde el Congreso de Cúcuta se dio cuenta de que no sería aceptado.

Cada departamento de las tres Repúblicas [Bolivia, Perú y Colombia] mandará un diputado al gran Congreso federal y ellos se dividirán en las tres secciones correspondientes, teniendo cada sección un tercio de diputados por cada República.

Su inspiración era el legislativo que propuso a Perú, donde eran 24 tribunos (diputados) que duraban 4 años, 24 senadores por 8 años y 24 censores vitalicios. El número de congresistas no cambiaría por los primeros 20 años.
Los censores debían denunciar ante el Senado a quien violara la Constitución, nombraban al Tribunal Supremo de Justicia, protegían la libertad de prensa y fiscalizaban la instrucción moral de la ciudadanía. Eran «especie de entidad moral entre los poderes coordinados del Estado». Como relata Herbert Morote R.: «Así, en la primera elección se elegiría a un presidente de por vida, y también de por vida a los que controlarían al gobierno del presidente». Los diputados estaban a cargo de las materias de hacienda y política, los senadores de legislación civil y eclesiástica y nominar altos funcionarios, y ambas cámaras promulgaban algunos los Códigos de Justicia y podían controlar a los prefectos y gobernadores provinciales -electos por voto popular-.

### Poder electoral
El sufragio quedaba restringido a personas alfabetas y era indirecto. Existía el sufragio pasivo. Se elegían 100 electores de segundo grado cada 4 años encargados de votar elegir entre los candidatos a congresales, elegir o proponer en ternas a sus reemplazos, miembros de cortes judiciales, jueces, empleados públicos locales (prefectos, gobernadores y corregidores), quejarse de injusticias de autoridades o elevaban peticiones a autoridades superiores.

### Poder judicial
Debía ser independiente y estaba constituido por la Corte Suprema y las demás.

### Organización territorial

Mapa de la Federación de los Andes. Se muestra las divisiones departamentales y provinciales. Se ilustra además la división del Perú planeada por Simón Bolívar.

Había dos posibilidades para organizar territorialmente la Federación. En una se unirían dos grandes entidades: la primera llamada Colombia, que sumaba las regiones Norte (Venezuela), Centro (Cundinamarca) y Sur (Ecuador) y la segunda, Bolivia, que abarcaría Alto y Bajo Perú. La unión peruano-boliviana exigiría la creación de un Senado conjunto con nueve diputados por lado. En la otra opción, cada uno de estos seis territorios formaría la Federación, sin entidades intermedias. Una tercera propuesta la tenía José Manuel Restrepo, que en su Diario político y militar, el 25 de noviembre de 1826, creía que la mejor opción era una federación de cinco estados, aunque tampoco veía con malos ojos la bifurcación de Perú.
El Bajo Perú sería dividido en dos regiones: Norte y Sur, correspondientes a las audiencias de Lima y Cuzco respectivamente (muy similar a la organización de la confederación de Santa Cruz), para impedir que se volviera el poder dominante en su soñada federación. El prefecto de Arequipa, Antonio Gutiérrez de La Fuente, quedaría a cargo de realizar este proyecto. Esa última ciudad era la capital del proyectado estado peruano meridional, debido a esa autonomía de Lima, beneficios comerciales, el evitar la separación de Charcas y conseguir el dominio sobre su departamento homónimo, Puno y Cuzco, Bolívar esperaba contar con el apoyo arequipeño en su proyecto. Pero esa bifurcación solo generó rechazo en los peruanos. También se barajaba la posibilidad de dividir la Nueva Granada en dos zonas.
La capital sería Quito o Guayaquil.
Lo que Bolívar buscaba era evitar el «divisionismo» producto del regionalismo de las clases dominantes de los territorios. Así que cada uno sería administrado por un vicepresidente-gobernador con su propio Senado bicameral, sus atribución abarcarían religión, justicia, administración civil y economía. El Libertador los visitaría anualmente en viajes de inspección. Los «régulos de sus departamentos» serían vitalicios y elegidos por el presidente. Una vez creada la Federación, las autoridades de Colombia seguirían igual, en Charcas se nombraría vicepresidente-gobernador a Santa Cruz y en Perú «no faltaría un hombre de mérito».
Los antiguos cabildos coloniales quedaban abolidos.

## Relaciones con países vecinos

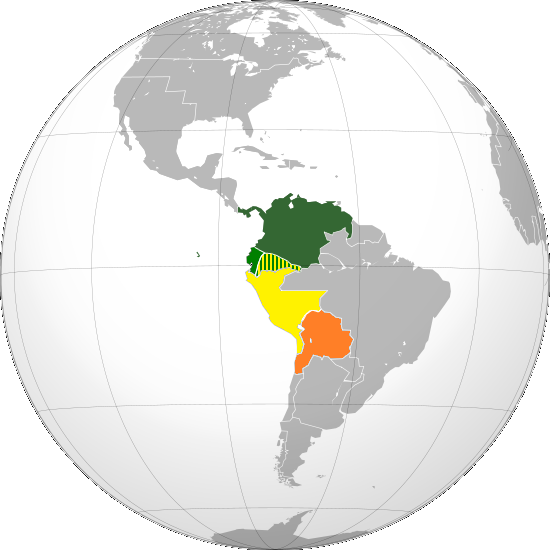
Mapa de los territorios independizados por Bolívar.
Gran Colombia después de asegurar su independencia en Carabobo (1821).
Audiencia de Quito, donde se centran las Campañas del Sur en 1821-1822.
Perú, independizado en 1823-1824.
Bolivia, independizado en 1825.

### Chile y O'Higgins
Bernardo O'Higgins, exgobernante de Chile, estaba exiliado en el Perú y se puso a las órdenes del Libertador, quien a mediados de 1825 veía con preocupación cómo el gobierno de Ramón Freire no invadía la isla realista de Chiloé.Simón Bolívar, deseoso de ganarse el favor de la élite peruana empezó a considerar enviar una expedición para ponerlo bajo la soberanía de Lima antes que España negociara y cediera la isla a Reino Unido o Francia, potencias que se sabía estaban interesadas en ese territorio, o intentara una expedición a alguna región del Pacífico sur. Tras insistir en cartas a Freire sobre el peligro que representaba ese baluarte realista, ofreció enviar un contingente para ayudarlo a conquistarla, pero en realidad buscaba derrocarlo y reponer a O'Higgins, quien tenía contactos listos para sublevarse si llegaba ayuda, imponiendo un gobierno títere. Estando exiliado en Perú, el antiguo gobernante chileno se había puesto bajo el servicio de Bolívar y conspiraba para volver al poder con su apoyo. Bolívar le había prometido 4.000 soldados para ayudarle a volver al poder como su aliado, aprovechando la crisis y el caos en que estaba sumergido Chile. O’Higgins esperaba encontrar un fuerte apoyo popular. Una de las conspiraciones santiaguinas buscaba aprovechar que Freire concentraría el grueso del ejército en el sur del país para la expedición, unos 3.000 hombres, mientras dejaba la capital y el resto del territorio chileno prácticamente desguarnecido (apenas 1.000 soldados). La idea sería que los refuerzos peruanos aprovecharían para atacar Santiago y reponer en el poder a O'Higgins con rapidez. Este millar de peruanos no sería más que la vanguardia del ejército que enviaría Bolívar a reponer a O'Higgins. Por la misma razón, se rechazo el ofrecimiento de Bolívar de formar una expedición conjunta que incluiría 2.000 soldados colombianos. Finalmente, el gobernante de Colombia y Perú exigiría al gobierno de Freire acabar con la amenaza que el Chiloé realista representaba para Sudamérica o lo anexaría a Perú. También exigía que la campaña se produjera en 1826 o tropas peruanas y colombianas harían el trabajo. Freire nunca aceptó la oferta y conquistó el bastión por su cuenta.
El 3 de mayo, el coronel Pedro Martínez de Aldunate y Toro, nieto del famoso conde de la Conquista, contacto a su hermano, el gobernador Santiago, en nombre de O’Higgins. En la noche, Pedro Aldunate y el mayor Manuel Fuentes, que fue jefe de la artillería durante la campaña, pusieron en armas a la guarnición de la isla y arrestaron al gobernador y los oficiales que se negaban a secundarlos, iniciándose una revuelta o’higginista en Chiloé. Dos días después, Santiago Aldunate era enviado en un buque anclado en la bahía de San Carlos a Valparaíso y Fuentes publicaba varios bandos convocando a elecciones para toda la provincia, similares a los ocurridos en Coquimbo y Concepción en rechazo de las autoridades de Santiago, acusando al gobierno de robar o malgastar los dineros llegados como préstamos desde Londres, disolver injustificadamente los tres cuerpos legislativos, destierro del obispo santiaguino José Santiago Rodríguez Zorrilla y abandonar la «causa americana», es decir, no prestar más apoyo al esfuerzo bélico de Bolívar. Se terminaba anunciando el regreso de O'Higgins a gobernar por voluntad popular. Entre tanto, Pedro Aldunate había salido de San Carlos el 14 de mayo y llegaba a Pisco el 6 de junio a informar a O'Higgins. El general exiliado creyó que el movimiento no era un simple «motín de cuartel» sino una revolución a su favor; Aldunate creía que ya se habrían sumado Valdivia y Concepción al alzamiento. Rápidamente se intenta informar a Bolívar de los sucesos para obtener su apoyo. Sin embargo, entre los mismos chilenos exiliados en Lima fue difícil encontrar apoyo. La verdad es que los revolucionarios estaban prácticamente aislados. O'Higgins solo podía hacer proclamas llamando a una revolución a su favor para poner fin al caos político que se sucedía en el país desde su caída, en enero de 1823. Se esperaba su retorno en la fragata de guerra peruana Prueba. El 12 de agosto llegaba la noticia al Callao de que la revuelta estaba sometida. Estas intentonas ensombrecieron las relaciones entre Lima y Santiago, se acusaba al gobierno peruano de intentar «desunir la familia chilena y preparar revueltas interiores en Chile, estimulando las rivalidades provinciales». Se acusaba a Bolívar de preparar un ejército numeroso y buques de guerra para restaurar el gobierno de O'Higgins.
Los chilenos tenían una mentalidad de «país aparte» bastante asumida para esa época y no deseaban integrarse a nada. Los planes de Freire eran de asegurar la independencia y cohesión territorial de Chile frente a otras potencias. Sin embargo, a finales de 1826 empezaron a sospechar las intenciones expansionistas de Bolívar tras varias conspiraciones fracasadas. Para el gobierno chileno, el tener tropas bolivarianas al sur y al norte (en 1825, tras la ocupación del Alto Perú, las fuerzas de Bolívar pasaron a apoderarse de todo el territorio al norte del Loa) era considerado una amenaza a su soberanía. El rechazo al proyecto de la Gran Colombia se hará obvio con la negativa chilena de enviar representantes al Congreso de Panamá. Por ello en abril de 1827, una vez caída la dictadura de Bolívar en Perú, empezaron las negociaciones con los peruanos para una alianza defensiva. Poco después, en noviembre, Lima intento comprarles barcos y municiones pero los encuentros no prosperaron.

### Buenos Aires y la independencia de Charcas
Bolívar no quería la unión entre Charcas y Buenos Aires. Un estado tapón entre Perú y el Río de la Plata era una excelente solución. Esto era bien visto por algunos peruanos, que no deseaban fronteras directas con los llamados «agresivos» porteños (por sus invasiones a Charcas). Estas arrasaron la región y causaron el rechazo local a toda unión con los porteños.
Una alternativa era unir Charcas con Chile y Buenos Aires, idea propuesta por Manuel Belgrano. Según Santander, era más fácil que unirla con Lima y Bogotá, pero como los gobiernos chileno y porteño desconfiaban de Bolívar acusándolo de no dejar a cada pueblo decidir su futuro, no se podía permitir la creación de una potencia enemiga. Incluso el propio Bolívar vislumbraba que "el Río de la Plata será nuestro enemigo por la envidia, ya que no por la rivalidad, pues no puede haber este sentimiento entre objetos tan desiguales". Por otra parte, esa posibilidad chocaba con las diferencias étnicas entre los altoperuanos (mucho más afines con los bajoperuanos) y rioplatenses.
Poco después de haber llegado a Buenos Aires, el general Carlos de Alvear fue convocado para cumplir una delicada misión diplomática ante Bolívar, acompañado por el doctor José Miguel Díaz Vélez, actuando como secretario Domingo de Oro. El objetivo oficial era felicitar al Libertador por sus recientes triunfos en la Batalla de Ayacucho, negociar la devolución de la provincia de Tarija y lograr una alianza frente a la inminente guerra contra el Imperio del Brasil por la Banda Oriental. El 28 de enero de 1825 Juan Gregorio de Las Heras lo nombró Ministro Plenipotenciario ante el gobierno de la República de Colombia (Nueva Granada, Venezuela y Ecuador), siendo su secretario el teniente coronel Tomás Iriarte. Al mismo tiempo designó, con idéntico carácter de ministro plenipotenciario, al doctor Díaz Vélez, en legación conjunta.
El 8 de octubre de 1825 en Potosí, y el 5 de diciembre en Chuquisaca, Bolívar y Sucre se reúnen con los enviados porteños, general Carlos de Alvear y doctor José Miguel Díaz Vélez, que aceptaron ceder Charcas, pero quedaba en duda el destino de Tarija, lo que mantendría las relaciones tensas. El 17 de noviembre de ese año, Bolívar ordenaría al mariscal Antonio José de Sucre la devolución de Tarija contra su voluntad. No obstante, la misión no tuvo el efecto buscado: tras un breve período de subordinación a las Provincias Unidas, el 26 de agosto de 1826, Tarija se incorporó a Bolivia. Técnicamente permitieron su anexión a Bolivia aunque esta provincia estaba estrechamente vinculada a Salta, pero como el comercio había decaído por la guerra y los guerrilleros tarijeños se mostraron conformes, no se hicieron reclamos por parte de Alvear.
El 12 de abril de 1825, el gobernador de Buenos Aires, general Juan Gregorio de Las Heras, lo reconocía y el Congreso General lo ratifica el 9 de mayo. En la segunda entrevista Bolívar prometió enviar un ministro plenipotenciario a reunirse con las autoridades de Buenos Aires y Río de Janeiro para conocer sus posiciones. Pero el venezolano se negaba a involucrarse, a pesar de que personalmente se sentía atraído por una causa que prometía agregar más laureles a su corona. Por su parte, Bolívar enfrentaba presiones del Reino Unido, a quien le debía gran parte de su éxito y su gloria. El Libertador sabía que George Canning se oponía a que interviniera en la guerra que se avecinaba, y la inminente mediación británica y el interés de la Corona británica por evitar un conflicto sugerían que la guerra no tendría lugar. Sin guerra, no habría gloria: estas consideraciones convencieron a Bolívar de dejar de lado la situación en el Río de la Plata. Fuentes contrarias a la versión unitaria de la entrevista refieren que en Argentina no había interés en las tropas de Bolívar, por el peligro que significaban para el centralismo porteño y la posibilidad de que interviniera en los asuntos del gobierno, o incluso conspirara para imponer medidas autoritarias, del mismo modo que ya lo hacia con el Perú.

### Guerra del Brasil
La posición de los rioplatenses a favor de la independencia de Charcas (parte del virreinato del Río de la Plata) sorprendió a Bolívar. Estos consideraban imposible reclamarla militarmente desde el desastre de Sipe-Sipe y a partir de 1817 estaban más preocupados del comercio con Inglaterra, se impedía la anexión de aquel territorio por los peruanos (lo que no deseaban), estaban divididos en guerras civiles y con esa postura esperaban el apoyo militar colombiano en la guerra del Brasil por la Banda Oriental.
Ya en diciembre de 1824 los rioplatenses les habían pedido apoyo militar directo a Colombia y Perú para enfrentar a los brasileños. El Libertador no podía comprometerse sin permiso de los respectivos Congresos y sabía que el vicepresidente Santander no lo daría, puesto que, aparte de los perjuicios que conllevaría a la economía colombiana una campaña tan costosa, desconfiaba de los rioplatenses por su centralismo, por la anarquía que reinaba entre ellos y sobre todo, por el escaso apoyo que prestaron a Colombia en su lucha en el Alto Perú. Poco después, enviaron como ministro plenipotenciario al coronel mayor Ignacio Álvarez Thomas a Chile en octubre de 1825. Su objetivo es que enviaran un cuerpo de ejército en su ayuda para enfrentar a los brasileños. Las negociaciones fracasaron el 9 de septiembre de 1826, cuando renunció el presidente chileno Manuel Blanco Encalada. También buscaron una alianza con Paraguay.
El Río de la Plata pasaba un periodo llamado autonomías provinciales, en que cada provincia se autogobernaba. Los unitarios temían que esa división permitiera a los colombianos hacerse con el país. Su líder, el presidente Bernardino Rivadavia, estaba preocupado porque Bolívar estaba tan cerca de sus fronteras con un victorioso ejército. De hecho, su nombre sonaba en los disturbios que se producían en Tarija y Córdoba pidiendo su intervención para enfrentar al Imperio.
La guerra entre imperiales y porteños por la Banda Oriental llevó a un complicado juego de alianzas. Los brasileños intentaron ganar el apoyo paraguayo contra Buenos Aires y conseguir la neutralidad de Bolívar para impedir una alianza hispanoamericana, de hecho, como gesto de buena voluntad las autoridades de Mato Grosso hicieron devolver la plata y ganado que los emigrados realistas se habían llevado al dejar Charcas. El Libertador (y con él Bogotá y Lima) era oficialmente neutral y abogaba por una solución pactada pero ideológicamente era favorable a Buenos Aires, debido a que Bolívar resentía del Brasil por el parentesco de sus gobernantes con la familia real española. Además, los peruanos veían con temor el expansionismo brasileño.
Además de lo anterior, era necesario tener en cuenta la opinión de Inglaterra, debido a que, además de ir transformándose en la primera potencia mundial de la época, era un país con el cual la Gran Colombia mantenía la más cordial de las relaciones. El embajador británico en Río de Janeiro estaba buscando un acuerdo amistoso entre Río de la Plata y Brasil, para preservar los intereses comerciales de esa nación europea. Bolívar mismo diría que "La Inglaterra no tiene otra esperanza en América que la posesión de un rico comercio, comercio que se mantiene con los frutos de la paz. Con estos soy de parecer que debemos consultar a los agentes ingleses y aún al mismo gobierno sobre el juicio que ellos formen de la naturaleza, origen y consecuencia de esta cuestión."
El naciente, centralizado y extenso Imperio del Brasil era un «enemigo peligroso de una América española desintegrada» o de «un gran Estado en las costas del Pacífico y del Nor-Atlántico continental». Se temía que negociara con la Santa Alianza europea para ayudar a España a reconquistar a las jóvenes repúblicas. Un peligro muy real tras el avistamiento de naves de guerra francesas en las costas del Pacífico colombo-peruano.
Por eso, cuando el gobernador de la provincia de Mato Grosso, Manuel Alves da Cunha, envió 400 soldados a cargo del comandante Manuel José de Araujo en una incursión imperial en Chiquitos y Moxos, proclamando su anexión el 15 de abril de 1825, causó gran alarma (el último gobernador realista de Chiquitos, Sebastián Ramos, había pedido ayuda a los brasileños). Bolívar acusó el hecho como la "bárbara e insolente intimidación del comandante portugués". El 7 de mayo Sucre, desde Chuquisaca, ordenó a Santa Cruz que atacara a los imperiales, cuatro días después escribía una carta al comandante brasileño (quien le había escrito, a su vez, el 26 de abril), donde salieron a relucir los aspectos más jacobinos de Sucre, quien estaba dispuesto a marchar hasta Matto Grosso.

La nota que V. S. se sirve dirigirme el 26 de abril, acaba de llegar á mis manos. El comandante Ramos gobernador de Chiquitos, no solo carecía de facultades para ninguna negociación con V. S., sino que no tenía ninguna credencial para entrar en relaciones con un gobierno extranjero. La entrega que ha hecho de la Provincia de Chiquitos á V. S., es una traición y una perfidia; y V. S. ha cometido una agresión injusta en ocuparla. La provincia de Chiquitos perteneciente á estos territorios, y puesto ya bajo las armas libertadoras, no puede recibir otras autoridades que las que se le destinen por su legitimo gobierno.
(...) Prevengo pues al Sr. comandante jeneral a Santa Cruz que si V. S. no desocupa en el acto la Provincia de Chiquitos, marche contra V. S. y no se contente con libertar nuestras fronteras, sino que penetre al territorio que se nos declara enemigo, llevando la desolación, la muerte y el espanto para vengar nuestra patria y corresponder a la insolente nota y á la atroz guerra con que V. S. lo ha amenazado.
Carta de Sucre a Araujo e Silva

Sucre escribió también a su representante en la frontera, pidiendo el envío de agentes conspiradores y liberales al territorio imperial 'a revolucionarlo, proclamando la libertad y los principios republicanos y democráticos, la licencia misma y todos los elementos de confusión y desorden, que los hagan arrepentir de su injusta y pérfida agresión'. Poco después, Araujo se retiraba, no sin antes saquear las iglesias de Santa Ana y de San Rafael, robar la plata labrada de estas, y arrasar con toda la riqueza pecuaria de la región. La expedición tenía una clara intención de atemorizar a los colombianos para que no intervinieran en la guerra, el resultado fue el contrario. El 20 de mayo Sucre informaba de la incursión a los rioplatenses y los animaba a conquistar la Banda. Bolívar, por otro lado, se inclinó por la prudencia y quiso esperar una respuesta oficial del gobierno brasileño. Con una visión pragmática de la situación, Bolívar reflexionó que, o bien se dio una invasión propiciada por la Santa Alianza, en cuyo caso la situación era grave y requería de una respuesta conjunta de las repúblicas hispanoamericanas, o se trataba simplemente de una acción no autorizada por parte de un caudillo militar local. De ser este último el caso, no había razón para iniciar una guerra, y por lo tanto solo era 'una de las tantas locuras que hace al día [el emperador de Brasil]'.
Bolívar solicitó, en caso el incidente fuera una guerra general:

"Creo que lo primero que debemos ejecutar, si la Santa Alianza se mezcla en nuestros negocios, es que el Perú y Buenos Aires ocupen inmediatamente el Brasil, Chile a Chiloé; Colombia, Guatemala y México deben ocuparse de su propia defensa y toda la América formar una sola causa, atendiendo todos a la vez a los puntos atacados o amenazados."
Carta de Bolívar a Santander

El propio Libertador había negociado privadamente con Alvear el intervenir en la guerra contra el Imperio, convertirse en «regulador» de la política rioplatense, destruir «el único trono levantado en América» y volver a Colombia remontando el río Amazonas. La intervención contra Brasil daría una excusa para derrocar al dictador paraguayo Rodríguez de Francia, eliminar la monarquía brasileña (aliada de la Santa Alianza y enemiga de la República) y de paso fragmentar al Brasil en múltiples repúblicas, lo que habría dado mayor poder al Río de la Plata y convertiría a Colombia en el árbitro de los destinos sudamericanos. Además, este plan también terminaría con el sistema monárquico constitucional europeo en Sudamérica, fortaleciendo el modelo republicano en la región, algo de interés para el mandatario venezolano (expresado en su rechazo al proyecto sanmartiniano de una monarquía peruana, así como sus conspiraciones contra el imperio de Agustín de Iturbide en México). Bolívar declaró que "con la caída de la monarquía portuguesa en Brasil, surgirán nuevas republicas hermanas a nuestra causa." La invasión del Imperio se daría cuando Dorrego, su principal aliado regional, estuviera gobernando Buenos Aires para coordinar sus fuerzas. La esperanza era de provocar una rebelión republicana en Brasil (como había teorizado ya Mariano Moreno). En los planes más extremos, se concibió repartir el Brasil entre los invasores hasta los límites del antiguo Tratado de Tordesillas. Es poco probable que lograran derrocar la monarquía y se limitaran a arrebatarle territorios (que irían para Buenos Aires). El plan debía realizarse en 1826, pero Bolívar no encontró apoyos y Dorrego llegó al poder solo en 1828.
Según Bartolomé Mitre, político e historiador argentino de tendencias unitarias, esperaba el apoyo de los federales contra los unitarios de Buenos Aires. Según él, el coronel Dorrego, líder de los federales, conspiraba con los caudillos del interior para obtener la mayoría del Congreso General y deponer legalmente a Rivadavia. Después buscaría una alianza con Bolívar para destruir el «poderío expansivo esclavista» brasileño.

Vuestra Excelencia, que es el padre de la guerra, conocerá mejor que yo que con tales elementos la continuación de la guerra es nada más que la consunción de las escasas rentas del país. Esto lo conocen todos y todos claman porque Vuestra Excelencia se ponga al frente de una guerra por medio de una alianza americana o sólo de las repúblicas que tienen la dicha de ser presididas por V. E. con la República Argentina.
 Carta de Dorrego a Bolívar, Buenos Aires, 25 de abril de 1826.

La expedición brasileña advirtió a los países de América del Sur que eran vulnerables tras la guerra contra España, algo que se convertiría en uno de los motivos del Congreso de Panamá. Un sector rioplatense aprobaba la intervención de Bolívar, otros veían en el Libertador un peligro para su soberanía, aumentadas dichas inseguridades con la controversia generada en Perú y Bolivia por la Constitución Vitalicia. El miedo a una posible intromisión llevó a los unitarios (con apoyo de Chile) a no participar del Congreso de Panamá. El gobierno de Buenos Aires no confiaba del todo en Bolívar, por lo que solo buscaba asustar a Dom Pedro y que éste renunciara a sus reclamos de la Banda Oriental, y solamente en el peor de los casos estaba preparado para aceptar la cooperación militar del libertador colombiano-venezolano.
Sin embargo, desde el momento en que la intervención británica hizo posible el reconocimiento de la independencia de Brasil por parte del Reino de Portugal, en 1825, Bolívar entendió que el Imperio del Brasil no actuaría como paladín de los intereses de la Santa Alianza, puesto que se hacía evidente que Londres tendría mucho más influencia sobre el gobierno brasileño que la Santa Alianza. Además, el Imperio Británico sería un factor natural de conciliación entre el Imperio de Brasil y las repúblicas recién independizadas de la región, cuya independencia los ingleses habían patrocinado. De allí en adelante Brasil dejó de ser visto como un adversario potencial, y paso a concebirse como un miembro de la región con el que había que mantener buenas relaciones. Aunque eso no frenaría la decidida oposición de Bolívar al monarquismo en el continente, por lo que aún Brasil no era visto con absoluta afabilidad en la geopolítica bolivariana, como en su momento el Primer Imperio mexicano.
El 13 de agosto el emperador Pedro I de Brasil repudió la anexión, mandando un nuevo gobernador para el Mato Grosso (para calmar a Sucre y a Bolívar), ordenando no inmiscuirse en la guerra del Alto Perú; incluso envió una carta de disculpas a Bolívar. Bolívar escribió a Alvear denunciando el atropello, pero contuvo el avance de Sucre, pues era evidente que Pedro I no había aprobado la incursión a Chiquitos.  Carlos María de Alvear y Eustaquio Díaz Vélez volvieron a reunirse con Bolívar en octubre de 1825, donde Bolívar señaló que Pedro I de Brasil “era un príncipe americano que hacía parte de la noble insurrección de independencia en contra de Europa”, que “había erigido su trono… sobre la base indestructible de la soberanía popular y la soberanía de las leyes”. La acción del emperador brasileño fue vista con buenos ojos por el libertador venezolano, quien se comprometió a negar la propuesta de los argentinos y a mantener relaciones cordiales con Brasil, al cual veía con mejores ojos al no ser una monarquía absolutista, si no constitucional, y la mas liberal del mundo. Esta solución a la cuestión es vista como una victoria política de Brasil que, además de garantizar sus intereses en la región, evitó una posible respuesta afirmativa de Bolívar. Con ello el Libertador cerró cualquier intento por unirse a los argentinos en contra de Brasil. También es probable  que la retirada de Bolívar podría tener una especie de agradecimiento porque Portugal había reconocido la independencia de la Gran Colombia en 1821, fue el primer país europeo en hacerlo.
A pesar de esto, la intervención de una o más de las repúblicas del norte de la América del Sur en la guerra de las Provincias Unidas contra Brasil fue objeto de una continua especulación a lo largo de 1826, debido a informes sobre la presunta complicidad brasileña con conspiraciones reaccionarias europeas, de modo que la posibilidad de una generalización de la guerra fue un factor que continuó presente en los cálculos de todos los actores involucrados, al menos durante el primer año del conflicto, y a pesar de que objetivamente era muy improbable.
En 1828, cuando los peruanos entren en Bolivia y depongan a Sucre, Bolívar buscó crear un «eje Bogotá-Río de Janeiro» abandonando sus anteriores intentos de aislar a la monarquía brasileña. Fue un fracaso por inestabilidad política colombiana y las distancias geográficas entre sus centros de poder. Los peruanos temían dicha alianza, porque creían que «Bolívar intentaría dividir el continente en "dos grandes imperios", brasileño y bolivariano».

### Paraguay y Caso de Bonpland
El 8 de diciembre de 1821, el explorador francés y amigo personal de Bolívar, Aimé Bonpland, es arrestado por tropas paraguayas en Santa Ana, Corrientes. El dictador paraguayo temía que el trabajo de Bonpland amenazara su virtual monopolio del mate, por lo que destruyo sus plantaciones de producción de yerba mate y su colonia en territorio reclamado por Argentina y Paraguay. También tenía sospechas de que Bonpland era un espía, debido a su nacionalidad francesa y su amistad con Ramírez y los caudillos artiguistas. Esto provocó un gran escándalo internacional. Bolívar amenazó al «Dictador Supremo del Paraguay», doctor José Gaspar Rodríguez de Francia, con usar el poderío de su ejército si no accedía a liberarlo (carta de Bolívar a Rodríguez de Francia, Lima, 23 de octubre de 1823). El paraguayo no se molestó en responder. Bolívar intento ganar adeptos y coadjutores en Paraguay que quisieran colaborar en su planeada invasión, además de enviar constantes epístolas a generales y gobernadores en todo el continente
A esto se suma el hecho que Bolívar tenía una muy mala opinión sobre el Dr Francia, como se relata en una carta a Santander del 30 de mayo de 1825. "No pertenece a nadie ni tiene gobierno alguno, sino un tirano que es un enemigo virtual de todo el mundo, porque con nadie trata y a todos persigue; el que allí entra, jamás sale."
Ofendido por la ninguna respuesta de Francia a sus mensajes, Bolívar concibió en 1825 el proyecto de conquistar Paraguay. Debido a esto, Sucre menciona que el Libertador planeaba invadir el país con tropas del Alto y Bajo Perú, pero solo si el gobierno de Buenos Aires accedía (carta de Sucre a Santander, Potosí, 11 de octubre de 1825). Los representantes del Gobierno Argentino, Carlos Alvear y José Miguel Díaz, informaron al Gobierno Argentino que Bolívar les expuso, en la reunión de octubre de 1825, su intención de formar un ejército para invadir el Paraguay, para “liberarlo”, derrocar al Gobierno del Dr. Rodríguez de Francia y devolver esta “provincia” a la Argentina. El deán Gregorio Funes, agente de negocios del gobierno de Colombia, fue enviado a negociar el beneplácito porteño para tal empresa. Incluso esperaba apoyo militar de los aquellos. A cambio, Paraguay volvería a ser una provincia rioplatense. Esta fue la causa que encargara a Sucre la exploración del río Bermejo, o en su defecto por el Pilcomayo, para elegir el camino por donde invadir con fuerzas provenientes del Perú. Se suponía que la campaña sería tan rápida que los paraguayos no tendrían tiempo de pedir auxilio a los brasileños.
No fue el único, José Gervasio Artigas, Juan Martín de Pueyrredón, Francisco Ramírez, Manuel Dorrego, Juan Facundo Quiroga y Pedro Ferré también se plantearon invadir el país. Sin embargo, el gobierno porteño no aceptó el plan, alegando serle odioso a una provincia ingresar en la unión argentina, porque temía que el Paraguay al primer amago se entregara al Brasil y, finalmente, porque abrigaba esperanzas de conquistar por las buenas “el corazón rebelde del gobernador Francia".
Sería muy difícil determinar con exactitud la verdadera intención del Libertador Simón Bolívar en su aproximación al Paraguay. Puesto que, en 1825, Simón Bolívar propuso un acercamiento al Paraguay del Dr. Francia, en plena crisis política (y posterior guerra) en el Río de la Plata. El 15 de julio de dicho año, Bolívar le propuso al Dr. Francia establecer relaciones entre el Paraguay y la Gran Colombia (algo inadmisible para los argentinos, que aún veían al Paraguay como "provincia rebelde"), pero que de igual manera no agradó al Dr. José Gaspar Rodríguez de Francia, pues iría a desvirtuar su reconocida política de no intervención y aislacionismo. Francia está vez si optó por responder a Bolívar, en forma muy diplomática, pero con la firmeza que le caracterizaba:

-Simón Bolívar, Patricio: Los portugueses, porteños, ingleses, chilenos, brasileños y peruanos han manifestado a este gobierno iguales deseos a los de Colombia, sin otro resultado que la confirmación del principio sobre que gira el feliz régimen que ha libertado de la rapiña y de otros males a esta provincia, y que seguirá constante hasta que se restituya al Nuevo Mundo la tranquilidad que disfrutaba antes que en él apareciesen apóstoles revolucionarios, cubriendo con el ramo de oliva el pérfido puñal para regar con sangre la libertad que los ambiciosos pregonan. Pero el Paraguay los conoce, y en cuanto pueda no abandonará su sistema, al menos mientras yo me halle al frente de su gobierno, aunque sea preciso empuñar la espada de la justicia para hacer respetar sus santos fines. Y si Colombia me ayudase, me daría un día de placer y repartiría con el mayor agrado mis esfuerzos entre sus buenos hijos, cuya vida deseo que Dios Nuestro Señor guarde por muchos años.
Dr Francia a Bolívar, Asunción, 23 de agosto de 1825.

Sin embargo, viendo que esa intentona de establecer relaciones entre Paraguay y Colombia se dio en simultáneo con la misión de Carlos Alvear en Bolivia, se puede esbozar cuál habría sido la verdadera intención de Bolívar en relación con el Paraguay: Bolívar, en la primera conversación que tuvo con los delegados argentinos, se apresuró en detallarles su proyecto de invasión al Paraguay, asegurándoles que el objeto principal de la invasión tenía mucho de romántico y era libertar a Bonpland. Los diplomáticos argentinos manifestaron que ni el Gobierno ni el Congreso argentino autorizarían tal empresa. El proyecto de Bolívar tampoco fue aceptado por el Gobierno de Colombia. Bolívar abandonó este plan belicista original, y buscaría por lo menos asegurar la neutralidad del Paraguay en caso de una gran guerra continental, o usar el reconocimiento del país como ficha de intercambio para presionar a los argentinos a apoyar a su "Causa Americana", a su vez que, en caso el Dr Francia hubiera aceptado un tratado de liga y confederación entre Colombia y Paraguay, habría dejado compromisos bilaterales al país en miras al futuro Congreso de Panamá, donde hubiera buscado derrocar al dictador paraguayo bajo otros medios, al sacarlo de su aislamiento, pues nunca renunció el deseo de absorber al Paraguay en la órbita bolivariana. Debido a las noticias del autoritarismo de Bolívar en Perú y su constitución boliviana, y los rumores de que buscaba coronarse como emperador de América, el Dr Francia simplemente rechazo con más fiereza los acercamientos de los bolivarianos, llamándolos "apóstoles revolucionarios", y mofándose de Bolívar, al llamarlo Patricio y no libertador.

### México y el Caribe
Si bien el Libertador no logró establecer comunicación con la insurgencia mexicana, sí lo hizo con el México independiente. Bolívar en un inicio vio con disgusto el Plan de Iguala, y le comento a José de San Martín el temor de que Fernando VII, u otro príncipe relacionado con la familia real española, se trasladara al Nuevo Mundo y usara las fuerzas mexicanas para reconquistar el continente sudamericano y darle fin a la revolución. Posteriormente sintió cierto alivio cuando los españoles rechazaron aquel plan, visto como ilegal, y forzando a Agustín de Iturbide a coronarse, el cual era un amigo personal de Bolívar. Pese a ello, y pocos días después, Bolívar dirigiéndose esta vez al general Soublette, le dirá, después de haber desmenuzado con claridad y frialdad el sistema imperial de México: “… todo es de temer de parte del nuevo sistema de Méjico, y del origen, carácter y pretensiones de su monarca”. Mostrando completa antipatía al imperio mexicano a pesar de todo, debido a su radical antimonarquismo. Luego, Bolívar nombró a Miguel Santa María como ministro plenipotenciario de la Gran Colombia y lo envió a México con la misión de firmar un tratado de amistad y comercio. Poco después de llegar a Veracruz, el 23 de marzo de 1822, Santa María notificó su misión al ministro de Relaciones Exteriores José Manuel de Herrera. El 27 de abril de 1822, el Congreso mexicano reconoció a Colombia y aceptó la propuesta del tratado.  El primer mes de residencia en la capital del Imperio mexicano había convencido a Santamaría de que la oposición constante entre los diputados del Congreso Constituyente y los miembros de la Regencia impedía el curso regular de los negocios y había de producir, en última instancia, el estallido de una guerra civil. El 14 de mayo Santamaría refirió al ministro Pedro Gual los “rápidos progresos” que hacían en México las ideas republicanas. Miguel Santa María decidió quedarse a la expectativa del desarrollo de la Revolución del Plan de Casa Mata. Se mantuvo en contacto con los republicanos como Miguel Ramos Arizpe y José Mariano Michelena. Coadyuvó a la causa republicana colaborando con el periódico El Sol, sus artículos fueron publicados bajo el seudónimo de El Capitán Chinchilla. Enterado Iturbide de las actividades de Santa María y sus conspiraciones antimonarquicas, el 18 de octubre, le expidió su pasaporte para que abandonara el país. Una vez derrocado Iturbide, Miguel Santa María restableció sus relaciones con el gobierno provisional de México. De esta forma, pudo completar su misión al firmar el Tratado de Unión, Liga y Confederación Perpetua entre México y Colombia, el 3 de octubre de 1823. Al mismo tiempo solicitó a Bolívar sus cartas de retiro, informándole su deseo de quedarse radicar en su patria nativa. Por su parte, Bolívar le ofreció la titularidad del Ministerio de Relaciones Exteriores de Colombia, nombrarlo ministro plenipotenciario de dicha nación en Inglaterra o formar parte de la gran asamblea de Panamá, sin embargo Santa María rehusó todas las ofertas. En consecuencia, cuando el Libertador, en octubre de 1823, tuvo noticia del derrocamiento de Iturbide, felicitó a México en términos gozosos por el triunfo de la república, entre los cuales resalta la frase siguiente:'

El pueblo mejicano se ha cubierto de gloria en la lucha desesperada que sostuvo contra la España en doce años de sangre y de suplicios. El galardón de estos heroicos servicios era la libertad absoluta, bajo las leyes inexorables de una sabia república, y así la ha obtenido con gloria de toda América independiente, que veía manchado su suelo con las tablas de un trono de usurpación. Su Excelencia me manda transmitir al Gobierno Mejicano la plenitud de su efusión cordial por el triunfo de las leyes contra los hombres, de la República contra el Emperador.
Simón Bolívar ante la noticia de la caída del Imperio Mexicano

Fueron estas acciones los más claros ejemplos de Bolívar y sus deseos intervencionistas a nivel continental, puesto que se reunía la posibilidad de que su sistema monárquico de Agustín de Iturbide sea aplicado a toda América (habiendo sido el Perú uno de los baluartes monarquistas más fuertes en Sudamérica, en cuya dictadura intervino ferozmente para reprimir a esos movimientos antitéticos con el ideal bolivariano), destruyendo así todo el plan geopolítico ideado por Bolívar. En cambio, ni Paraguay, ni el Imperio del Brasil ofrecieron el peligro de cambiar la norma de la evolución de América. Por ello Bolívar intervino para derrocar a Iturbide con agentes conspiradores como Miguel Santa María, y dejó gobernar, con tristeza pero libremente, al doctor Francia y a Dom Pedro I.
Ambos gobiernos intentarían desarrollar planes conjuntos en la guerra contra los españoles, ya en 1825 Santander se dio a la tarea de adquirir y/o preparar la flota más poderosa que Colombia pudo costearse con la finalidad de auxiliar a México. Incluso la armada colombiana estaba a punto de ir a ayudar a los mexicanos a expulsar a los españoles de San Juan de Ulúa, pero su capitulación en noviembre de 1825 tras su toma abortó el plan al volverse innecesario. Además, José Anastasio Torrens, representante de México ante Colombia, siempre se mostró desafecto hacia la figura de Bolívar. Aun así, el Congreso mexicano llegó a votar favorablemente a una operación conjunta con Colombia para desembarcar en Cuba unos seis mil hombres. Ambos gobiernos intentaron desarrollar un plan de invasión conjunta a la Capitanía General de Cuba y la Capitanía General de Puerto Rico e intentar independizar las islas del gobierno español con apoyo de liberales cubanos, algo que planeaban tanto Simón Bolívar como el presidente mexicano Guadalupe Victoria. Aquel plan buscaba darle fin al temor que había de un posible intento español de realizar una reconquista de América (y el miedo a que llegara a tener apoyo francés de la Santa Alianza). Ya desde el año 1824 y 1825, mexicanos y colombianos hacían múltiples incursiones, apoyados por numerosos corsarios armados, y eran motivo de quejas constantes por los agentes comerciales y diplomáticos norteamericanos y británicos en el área caribeña. El 17 de marzo de 1826, México y Colombia firmaron el Plan de Operaciones para la Escuadra Combinada de México y Colombia. Para el vicepresidente Santander solo había 2 opciones respecto a la guerra con España, según comunicaba de forma conclusiva en carta a Bolívar desde Bogotá, el 21 de enero de 1826: “o quitar del frente a Puerto Rico y la Habana, que hoy tienen de 8 a 10 mil españoles de guarnición y de 14 a 20 buques de guerra, o conseguir bajo la garantía de Inglaterra un armisticio de diez o más años con el Gobierno español”. Se buscaba lograr el bloqueo de Cuba, Puerto Rico o las Islas Canarias, o incluso acudir a los mismos mares europeos para poner al gobierno español en una situación muy triste y embarazosa. El plan era que la escuadra colombiana váyase rumbo a la Península de Yucatán a reunirse con la armada mexicana, de ahí partirían a Cuba y desembarcarían en la Bahía de Cienfuegos, donde buscarían motivar una revuelta de esclavos contra los españoles y unirse con rebeldes cubanos que buscaran la independencia. El Gobierno colombiano contactó con independentistas cubanos como Gaspar Betancourt Cisneros, José Aniceto Iznaga, José Agustín Arango y el puertorriqueño Antonio Valero de Bernabé.
Sobre el asunto, aparecen abundantes referencias en la correspondencia de Bolívar desde 1825 hasta 1828, dicha expedición siempre fue para él algo secundario, una forma de presionar a España para que reconociera la independencia de Colombia y firmara la paz, y no un plan agresivo destinado a extender el territorio de Colombia, destacando que en la documentación revisada nunca aparecen de la pluma del Libertador las palabras “anexar”, “conquistar” o “incorporar” Cuba y Puerto Rico a su república (como si lo había con territorios sureños como Guayaquil). Esta actitud del Libertador ayuda a explicar por qué no se dio una “Campaña Libertadora del Norte” sobre Cuba y Puerto Rico, como lo fue de la del Sur sobre Perú y Bolivia.
Este plan en progreso, conjunto en teoría, pero con un notable impulso colombiano; alarmó a Estados Unidos, Gran Bretaña y Francia. Mientras que Gran Bretaña y Francia tuvieron una actitud más dubitativa, Estados Unidos (cuyo Gobierno ya aspiraba a la adquisición de Cuba tras la de Florida en 1819, y consideraba que los cubanos no tenían capacidad para gobernarse de manera independiente) tomó una acción unilateral decisiva: pedir la mediación entre España y las nuevas repúblicas a Rusia, cuya zar era líder moral indiscutible de la Santa Alianza. Por lo que el gobierno de Estados Unidos declaraba que no les suministrará ni buques, ni armas, ni marineros para ello, bajo pretexto de defender los intereses del comercio de las naciones neutrales. Acto seguido, el Gobierno norteamericano informó de su maniobra a Francia y Gran Bretaña, obteniendo su aprobación; y desde luego a Colombia, para que pusiera en alto sus planes. El 16 de septiembre de 1825 el ministro norteamericano en Bogotá, Richard C. Anderson, fue instruido en este sentido por carta del Secretario de Estado, Henry Clay. Así pues, la diplomacia norteamericana hizo un magistral movimiento para detener, al menos temporalmente, la expedición colombiana a las Antillas Españolas. El 30 de diciembre de 1825 el ministro colombiano en Washington, José María Salazar, respondió una carta a Henry Clay, donde no reconoció la existencia de un plan para atacar Cuba y Puerto Rico, enmascarando la actividad militar-naval visible en Cartagena como el retorno del Ejército Auxiliar en Perú por vía marítima siguiendo la ruta Callao–Panamá–Cartagena. Muy cortésmente Salazar agradeció al Gobierno de Estados Unidos por gestionar la mediación del Zar y finalizó diciendo que el asunto de Cuba y Puerto Rico sería discutido en el venidero Congreso en el Istmo de Panamá, dando así tiempo suficiente al Gobierno ruso para hacer su mediación con la Corona española. No sólo existían en Washington temores a la anexión o satelización de Cuba por Colombia y/o México, sino también que la guerra en la isla creara un nuevo escenario de rebelión negra análogo al de Haití, que se extendiera al sur de su país, donde la esclavitud era mantenida férreamente por los terratenientes blancos anglosajones, y ya existían tensiones entre los abolicionistas del norte y los esclavistas del sur. Además, el Secretario Pedro Gual dijo al ministro Anderson que Colombia, al estar ligada por pactos a las demás repúblicas hispanoamericanas, no podría aceptar un armisticio con España sobre la base de no apoyar a esas otras repúblicas en sus operaciones militares contra la ex metrópoli.
Más adelante, México envió delegados al Congreso de Panamá. Bolívar escribió el 7 de abril de 1825 a Santander, manifestando que no deseaba invitar a Estados Unidos, pero más por temor a irritar a los británicos (con quien consideraba imprescindible la alianza de la futura confederación hispanoamericana), que por pensar que los estadounidenses sabotearían la Asamblea. Aunque fue la mayor preocupación norteamericana, el tiempo no alcanzó en Panamá para que los delegados de México, Centroamérica, Colombia y Perú debatieran sobre la expedición a Cuba y Puerto Rico. Apenas pudieron completar la redacción del Tratado de Unión, Liga y Confederación Perpetua, el cual se firmó el 15 de julio de 1826. Como necesario complemento, se firmó también la Convención de Contingentes, la cual establecía entre otras cosas, que los cuatro países debían levantar un ejército común de 60 000 hombres, así como una marina federal donde Colombia y México compartirían la responsabilidad en el Caribe y el Atlántico. Posteriormente la conferencia terminó trasladándose al territorio mexicano de Tacubaya, decisión que aprobó Bolívar (según registra su comunicación con agentes ingleses) para calmar los recelos en México, Buenos Aires y Lima sobre la influencia que el pudiera ejercer en un congreso reunido en territorios donde gobernaba, sin embargo, le disgustaba que la nueva Asamblea hispanoamericana cayera bajo el influjo de México, así como de los Estados Unidos; mismo país que lamentaba la tardanza de sus delegados y que estaba ansioso por saber los acuerdos pactados en Panamá y con miedo de que hubiera intereses opuestos a los suyos. Durante el congreso, Gual fue reemplazado por José Rafael Revenga, quién era un interlocutor mucho más firme y difícil de tratar para el ministro norteamericano Richard C. Anderson. Revenga respondió claramente el 17 de marzo de 1826 (justamente el mismo día que se firmó en Ciudad de México el Plan de Operaciones para la escuadra combinada colombo-mexicana) que los deseos de Estados Unidos afectaban los intereses de Colombia, que ya había iniciado los preparativos al respecto; suavizando el impacto de sus declaraciones, aseguró que Cuba y Puerto Rico no pasarían por los mismos desórdenes que Haití, y que Colombia no daría ningún paso precipitado en ese sentido hasta que la Asamblea del Istmo no diera una resolución final al respecto. Mientras Pedro Gual fue a Tacubaya a continuar la Asamblea, Pedro Briceño Méndez en su informe a Bolívar hizo énfasis en la importancia de la marina federal para neutralizar a la armada española, y proceder a ocupar Cuba y Puerto Rico, y más tarde las Canarias, llevando luego la guerra a aguas europeas. Briceño Méndez también denunció la interposición de Estados Unidos a estos planes y la colisión de intereses de Colombia con los de Gran Bretaña y Francia. Además, el gobierno mexicano evitó invitar a delegados ingleses a Tacubaya. Sin embargo, debido a la insuficiente cantidad de delegados, la guerra civil centroamericana, la guerra grancolombo-peruana y las guerras civiles de las logias masónicas en México (dominados por las logias del partido Yorkino, los cuales eran escépticos ante Bolívar, del rito escocés), fracaso la reunión. Además, ni uno de los tratados pactados en el Istmo fueron ratificados por los Congresos de los países involucrados y habían rumores de que el delegado estadounidense, el Sr Poinsett, influía para evitar el progreso de las reuniones. Posteriormente la crisis política y económica, iniciada en 1826 por las intenciones de Bolívar de proclamarse presidente vitalicio y en miras a generar la Disolución de la Gran Colombia, junto a la propia inestabilidad política en México por la Rebelión de Vicente Guerrero, hicieron que el plan quede en suspenso y tácitamente fuese cancelado por la incapacidad de realizarlo.

"Por mas apetecible que fuese privar al gobierno español de sus importantes posesiones en las Antillas [Cuba y Puerto Rico], la condición actual de este país no permite a su gobierno dar acogida, como deseara, al proyecto que presenta el particular [México] en cuestión"
Comunicado del Ministerio de Relaciones Exteriores de la Gran Colombia a México en 1830

Por otro lado, el triunfo de los federalistas mexicanos minó en buena medida el aura de prestigio de que había gozado la Gran Colombia (de corte centralista) en el país. Los liberales mexicanos se distanciaron del modelo republicano de Colombia por considerar que presentaba una “concentración peligrosa” de la autoridad. Además, la sublevación del general Páez, la promoción de la Constitución boliviana, la instauración de la dictadura y el proyecto monárquico que impulsaron sus ministros, entre otros hechos entre 1826 y 1828, empañaron la imagen republicana del Libertador de Colombia a nivel internacional, afectaron irremediablemente la reputación del país, e hicieron ver a Bolívar cada vez más como un tirano ambicioso. Desde entonces Torrens, representante de México en la Gran Colombia, caracterizó al Libertador en sus comunicaciones como un mandatario ansioso de cortejar a los ingleses para consolidar “el poder militar”. Incluso, en el marco de la Guerra grancolombo-peruana, hubo partidarios en México de intervenir a favor del Perú contra el imperialismo bolivariano, en caso la guerra se volviera de escala continental, por ejemplo, el encargado de negocios de México en Londres, Vicente Rocafuerte, quien buscaba usar la fuerza armada para obligar a que Bolívar suspenda la guerra del Perú, por miedo a que su triunfo significase la expansión de sus pretensiones autoritarias, monocraticas y cesaristas, expresas en la Constitución Boliviana, más allá de las fronteras de su dictadura en Colombia.
No obstante, hay evidencia de que las autoridades bolivarianas procuraron conservar hasta el final su intervencionismo en la política interna de México. Una buena muestra de ello son las órdenes que José Rafael Revenga transmitió a comienzos de 1828 a Pedro Gual y Miguel de Santamaría, encargándoles que buscaran cuantos medios estuviesen a su alcance para que el pueblo mexicano corrija sistemática y gradualmente los vicios que ya hubiere descubierto en su Constitución.

### Santo Domingo y Haití
El Estado Independiente de Haití Español fue el gobierno que adoptó la antigua Capitanía General de Santo Domingo (actual República Dominicana) durante el período de independencia efímera que siguió a la España Boba. José Núñez de Cáceres, teniente del gobernador y auditor de guerra e inspirado por las ideas liberales que corrían por el continente, conspiró contra España y el 30 de noviembre de 1821 proclama pacíficamente, junto con algunos intelectuales dominicanos, la independencia de la parte oriental de La Española creando así el Estado Independiente de Haití Español. Núñez, temeroso de la invasión haitiana y partidario de la causa de Simón Bolívar, estipuló en el acta constitutiva del estado recién creado que este formaría parte de la República de Colombia. Sin embargo, no mostro intenciones de abolir la esclavitud, asunto que le resto partidarios haitianófilos.
Casi simultáneamente con la proclamación del «Estado Independiente de Haití Español», llegó a Santo Domingo una comisión de tres enviados de Jean Pierre Boyer, presidente de Haití. La intención del estado haitiano era invadir la parte este de La Española con el fin de reforzar la unidad e indivisibilidad de la isla. Núñez de Cáceres no encontró el apoyo que buscaba en Colombia y el 11 de enero de 1822, Boyer escribió a Núñez de Cáceres una carta anunciándole su intención de visitar la parte oriental, con un ejército «no como un invasor, sino como un pacificado», al tiempo que advertía que él sería capaz de evitar cualquier obstáculo. El sábado 19 de enero, a tan solo siete días después, el mismo Núñez de Cáceres reemplazó la bandera de la Gran Colombia por la de Haití y el sábado 9 de febrero de 1822, entregó al presidente Boyer las llaves de la ciudad de Santo Domingo. 
No obstante, Núñez continuó haciendo esfuerzos clandestinos en busca del apoyo de las autoridades de la Gran Colombia. Núñez entonces envió como delegado a Antonio María Pineda Ayala con el fin de reunirse con Simón Bolívar, presidente de la República de Colombia, para así planear la futura integración y apoyo a la causa independentista, tanto de España como de Haití. En su carta del 9 de febrero, enviada desde Popayán, Bolívar ya le había expresado a Santander su alegría por la independencia dominicana, aunque también mencionaba su falta de recursos. Sin embargo la comisión no logró llegar a tiempo para encontrarse con el prócer, quien había ya emprendido viaje al sur a consumar las campañas de independencia, las que mantenían a Bolívar alejado de Colombia y del gobierno, por lo cual no se logró que el nuevo estado se integrase al proyecto bolivariano. Además, Bolívar conocía lo que ocurría en las dos partes de la isla, por lo que decidió no entrevistarse con Pineda, por otro lado, ni el vicepresidente Francisco de Paula Santander, o el comandante general de la ciudad, el general José Antonio Páez, le prestaron la debida atención. Colombia finalmente nunca respondió y Santo Domingo entra a formar parte de Haití por 22 años. Aunque el gobierno colombiano no tuviera los medios para sostener las iniciativas en el Caribe, queda en duda el porque no intento intervenir, tan siquiera a nivel diplomático, para atenuar los efectos de la ocupación haitiana, pues se podía invocar el llamado de Santo Domingo y servirse de las relaciones amigables de su presidente para lograr una mediación amistosa. Sin embargo, un hecho significativo es que, ninguno de los documentos preparatorios de la “liga americana” menciona a Santo Domingo, si no es como parte de Haití, y en la mayoría de los casos para proponer una política común hacia ese país, por lo que se puede deducir que la Gran Colombia no quería traicionar al gobierno haitiano, ya que este le ayudó durante su exilio en este país.
Boyer se enteró de esas actividades y en agosto de 1822 exigió el exilio de Núñez de Cáceres, argumentando que su presencia era inconveniente en la isla. A finales de 1822, Núñez de Cáceres vivió con su familia en Maracaibo, Venezuela, y para cuando estalló el movimiento separatista de La Cosiata, se incorporó activamente. Posteriormente, Núñez produjo, durante los años de 1824-1826, varios periódicos, libros y folletos, entre los periódicos están: El Constitucional Caraqueño y La Cometa, un periódico que atacaba duramente a Simón Bolívar, así como los últimos números del periódico El Venezolano.
Mientras tanto, el 8 de julio de 1824, Pedro Gual recibió de Jean Desrivières Chanlatte, como enviado de Haití, para negociar una alianza ofensiva y defensiva con la Gran Colombia, así como arreglar las relaciones comerciales entre ambos Estados. Desrivières Chanlatte presentó además varios documentos en los que constaba que Simón Bolívar, como jefe supremo de la República de Venezuela, había buscado ya contraer tratados de amistad y alianza con su país. El consejo de gobierno de Colombia consideró la situación como algo extremadamente delicada, pues la suscripción de tratados diplomáticos con el gobierno de Haití (quienes previamente, bajo Alexandre Pétion, habían apoyado a los revolucionarios) implicaba un grave riesgo para la seguridad del gobierno bolivariano, al estar en riesgo el ganarse la enemistad de Francia, y con ello, reducirse la posibilidad de obtener reconocimiento de la independencia por parte de las potencias europeas. Gual debía manifestar que la conducta adoptada por Colombia era, en esencia, igual que la que había realizado Haití hasta 1816, periodo durante el cual aquella república se había abstenido de comprometerse diplomáticamente a favor de los Estados americanos, con tal de no irritar a España. La estrategia bolivariana buscaba alejarse de toda maniobra susceptible de enemistarlo con las potencias europeas La respuesta del consejo de gobierno pidió que se contestase:

"con civilidades y manifestándole que teniendo Colombia liga y confederación con los demás Estados independientes de la América antes española, no podía sin su consentimiento hacer alianza con Haití, pues sería atraer a la confederación americana un enemigo más como la Francia."

Las autoridades de Bogotá se apresuraron en comunicar a sus aliados hispanoamericanos la misión de Desrivières Chanlatte. La maniobra estaba destinada a promover una conducta uniforme, en caso de que el gobierno haitiano despachara nuevos agentes a otros países del continente, así como a diferir el estudio conjunto del reconocimiento del Estado negro hasta la reunión del Congreso de Panamá. Pues había temor de que un acercamiento mayor hacia Haitía generase trastornos raciales. De tal forma, se explica también la exclusión de Haití del Congreso de Panamá: la presencia de representantes del gobierno de Puerto Príncipe en la asamblea anfictiónica llevaría indefectiblemente a Estados Unidos a abstenerse de participar en ella.

### Guerra social
Algo que Bolívar no quería era anexar el Río de la Plata, para él esa región vivía una guerra social comparable a la de Venezuela. Esta última estaba arrasada por los enfrentamientos entre los partidarios de Bolívar (unión), los de Páez (secesión) y las últimas partidas realistas de José Dionisio Cisneros (quien esperaba provocar el caos suficiente para facilitar una reconquista por la siempre prometida expedición española). Según el Libertador, ambos extremos eran zonas caóticas que solo dificultaban la unidad de las naciones andinas.
Ese miedo a una nueva guerra racial o social en Venezuela (como la de José Tomás Boves) le hizo negarse a enviar una expedición contra los españoles de Cuba, peligroso lugar desde donde se podían enviar expediciones realistas, porque podía haber un levantamiento de los esclavos, de ahí que prefiera contemplar la idea de conquistar Puerto Rico, con menor población servil. La expedición estaría encabezada por José Antonio Páez y José Prudencio Padilla, oficiales con mayor arraigo popular en Venezuela por su condición mestiza y parda respectivamente.
Por otro lado, no está de más señalar que el intervencionismo colombiano de los años 20 del siglo XIX reposaba sobre la creencia ilusoria, de las autoridades de Bogotá, de hallarse en un estadio político más avanzado que el resto de Hispanoamérica. La correspondencia de Pedro Gual desde la Ciudad de México (entre 1826-1829) lo comprueba audazmente. En opinión de aquel hombre (diseñador de las relaciones exteriores de la República de Colombia), el federalismo en la América hispánica era un síntoma innegable de inmadurez política, producto de las autonomías provinciales de los Cabildos y los Fueros, entre otras instituciones locales de la monarquía tradicional, y contradictorias con el centralizado estado moderno, regalista y liberal, el cual debía suprimir los intereses locales y divisorios ante el estado-nación, amparándose en la soberanía popular reclamada por la Constitución política. Por lo tanto, neogranadinos y venezolanos pensaban haber superado aquella tara supuestamente congénita a la revolución, y comprendiendo que, aparentemente, dicho sistema federal, con rezagos monárquicos de la era Habsburgo, era inaplicable a las circunstancias propias de las antiguas posesiones castellanas de ultramar, y por lo tanto, los bolivarianos podían permitirse adoptar un tono aleccionador de superioridad, rozando en tintes chauvinistas.

## Fracaso

### Acontecimientos
Los peruanos rechazaban el sistema político propuesto por Bolívar, un ejecutivo tan poderoso que más parecía un monarca absolutista, algo inaceptable para gente que ya había rechazado la propuesta sanmartiniana de una monarquía constitucional. Era preferible un rey respaldado por la tradición española que esto. El rechazo lo ejemplificaba el siguiente texto:

Cuando de España, las trabas
 en Ayacucho rompimos,
otra cosa más no hicimos
que cambiar mocos por babas.
Nuestras provincias esclavas
quedaron de otra Nación.
Mudamos de condición,
pero sólo fue pasando
del poder de Don Fernando
al poder de Don Simón.

 Triunfaron los peruanos
del rey ibero.
 Más, ¿para qué triunfaron?
 Para lo mismo:
 Que a su hado plugo
 quedaran de Bolívar
 bajo del yugo.
 Este yugo rompióse
 ya felizmente.
 Ahora si somos libres
 e independientes.
 Y antes juramos
 morir que el que nos mande
 ningún tirano.
 José Joaquín de Larriva. El fusilico del general Flores de 1828. Compilado por Manuel de Odriozola (1864). Documentos literarios del Perú colectados y arreglados. Tomo II. Lima: Tipografía y encuadernación de Aurelio Alfaro, pp. 129-137 (véase pp. 132).

La independencia de Bolivia fue lo que más rechazo causó en Perú, dejando una animadversión que cayó sobre Bolívar. A los peruanos les molestó que el virreinato de la Nueva Granada se independizara de forma íntegra respetando el principio de uti possidetis iuris, mientras que el suyo no. Charcas estaba fuertemente vinculada económica y culturalmente con los peruanos, y desde 1810 estaba bajo la autoridad de Lima. El virrey José Fernando de Abascal llevó a cabo una política de expansión territorial del virreinato del Perú y tratando de restablecer su hegemonía pérdida con las reformas borbónicas. Esta fue una de las causas de las expediciones libertadoras chileno-rioplatense (1820) y colombiana (1823), que consiguieron acabar con los logros de Abascal.
Cuando Bolívar salió del Callao para Guayaquil el 4 de septiembre de 1826, porque la rebelión de Páez, La Cosiata, estaba sumergiendo a Venezuela en el caos, dejaba un gobierno títere sin apoyos. En la noche del 26 y 27 de enero de 1827 este era depuesto y se nombraba uno nuevo al mando del general José de La Mar.
El proyecto de federarse quedaba anulado, incapaz de superar los regionalismos, la oposición liberal y el deseo de los «ciudadanos políticamente activos» de cada país de formar sus propios «gobiernos representativos». La hostilidad entre La Mar con Sucre y Bolívar llevó a la intervención peruana en Bolivia de 1828 y la guerra grancolombo-peruana de 1829. De vuelta en Venezuela, Bolívar contentó a Páez dejándole el control de ese país y buscó reformar la constitución para derogar las políticas liberales en la Convención de Ocaña. Fracasó y buscó salvar la unidad de Colombia asumiendo una dictadura que lo enfrentó a Santander, los liberales neogranadinos y federalistas venezolanos. Pero su intento de imponer un gobierno centralizado y personalista solo aceleró la fragmentación del país que deseaba salvar.
En esa última etapa se puso fin a las reformas anticlericales y aumentó los aranceles, y entregó a Juan José Flores y Mariano Montilla el Ecuador y la costa entre Panamá y Maracaibo respectivamente, con una autonomía similar a la de Páez. Solo los territorios del interior neogranadino quedaron bajo su control directo. Esos territorios «cuasi-autónomos» solo unidos defensivamente fueron el último intento de salvar la Gran Colombia y acabaron quedando bajo el control autocrático de los comandantes militares a cargo. Nada fue suficiente y Venezuela, la región más descontenta, inició la disolución de la Gran Colombia.

### Razones del fracaso
Las principales dificultades para esta Federación eran las distancias geográficas, malas vías de comunicación y transporte, recelos nacionalistas que surgían en cada región y deseos de revivir el federalismo de los primeros intentos independentistas. Factores favorables a dicha unidad eran los numerosos elementos culturales compartidos por los pueblos andinos ubicados entre Venezuela y Chile y el norte rioplatense (algunos de ellos provenientes de tiempos prehispánicos), los vínculos comerciales interregionales y la existencia de las mismas instituciones, códigos jurídicos, religión e idioma oficial aportados por España.
Tradición: La soberanía del rey español jamás se ejerció de manera unitaria por la extensión y diversidad de los territorios, tampoco había unidad administrativa ni económica. Aunque había una religión y un idioma oficiales no eran únicos. Todas las regiones eran autónomas entre sí, compartiendo solo una misma administración colonial. El sistema «reforzaba la relación vertical con España en detrimento de los vínculos con otros centros hispanoamericanos», favorecía la «autonomía de pequeños islotes (cabildos, ciudades) y ampliaba el margen de decisión de sus élites».

Tampoco lo favorecía el precedente colonial de unión política bajo la Corona española, que era una unión algo ficticia, en cuanto se trataba de la dependencia común del gobierno metropolitano.

A diferencia de lo sucedido en las Trece Colonias, donde el esfuerzo bélico contó con un Congreso y un mando unificado, en Sudamérica la independencia fue hecha por muchos caudillos con gran influencia en los territorios que dominaban. Por eso, a la larga, Bolívar dejó de intentar integrarse con estados fuera de su dominio.
Esta tradicional «incomunicación cultural y política de Hispanoamérica» ayudó mucho a la «atomización» de la región. Sus gobiernos estaban más preocupados de relacionarse con Estados Unidos y Europa (que ofrecían créditos) que con sus vecinos. La indiferencia política y cultural se mantuvo en los años siguientes, los nuevos países tenían como permanente referente al Viejo Continente.
Debe mencionarse que «la Independencia de la América española condujo a su fraccionamiento en una pluralidad de repúblicas» no era algo determinado, véase el caso de Estados Unidos y Brasil que lograron crear grandes estados muy diversos. En el caso lusitano, la mayoría de la población se concentraba en ciudades costeras no tan lejanas entre sí como sucedía en Hispanoamérica, lo que permitió una administración más centralizada. Además, todo aristócrata que deseaba ser funcionario debía ir a estudiar a Portugal y luego se lo enviaba de vuelta, lo que garantizó una élite más homogénea y mejor preparada para el autogobierno. Pero el factor más importante fue la huida de la corte portuguesa a Brasil, ya que Río de Janeiro se convirtió en la capital política y económica del imperio, impidiendo el vacío de poder que sucedió en el caso español. Según el historiador José Murilo de Carvalho de no ser por este último evento, las cinco o seis regiones más prósperas bien pudieron intentar seguir su propio camino. En el caso inglés, las circunstancias de la guerra provocaron una rápida unificación política y militar de los independentistas. Aparte, luchaban por liberar un «rincón» relativamente compacto de Norteamérica, no un imperio de tamaño continental de clima, geografía, cultura y administración muy heterogéneas.
Importancia de las audiencias: Bolívar quería un gran estado continental o al menos grandes países basados en los virreinatos, «unas naciones más poderosas, sólidas y prósperas». Al final de su vida, vio como las fuerzas centrífugas se imponían a las centrípetas y los nuevos países estaban basados en las reales audiencias. En otras palabras, «las antiguas lealtades eran más profundas que la nueva geografía política» impuesta por él para conseguir su gran confederación. Estas jurisdicciones resultaron ser verdaderos espacios «prenacionales» gracias a que en su interior había una alta integración territorial y concentricidad institucional, cimientos de los nuevos estados. Según el historiador John Lynch: «los distritos coloniales "brindaron el marco político para la nacionalidad"» en un proceso similar al sucedido al colapso de estados multiétnicos como el Imperio austrohúngaro y la Unión Soviética los distritos administrativos cristalizaron en estados nacionales. Por eso, algunos autores las llaman «embriones de "repúblicas"».

Los límites administrativos y jurídicos que demarcaban virreinatos, audiencias y unidades territoriales menores habían cuajado lo bastante para proporcionar unas coordenadas para la formación de lealtades a una multitud de patrias definidas con mayor nitidez que la patria americana general que los rebeldes trataban de liberar.

Otros autores indican que las audiencias tenían poco significado para las ideologías de la época, si se las compara con la ciudad, el continente o los virreinatos, «hay buenas razones para no sobrestimar la contribución hecha a los estados-nación definitivos por las identidades protonacionales que estaban asociadas con la escala de las audiencias».
Casi todas las sedes de audiencias, excepto Chuquisaca, se hicieron capitales republicanas. Al apoyar estados basados en estas entidades, sus élites esperaban salvaguardar su hegemonía sobre sus rivales: «las elites económicas locales en cada ex audiencia respaldaban un tamaño que fuese viable y les diera algo de influencia sobre el estado central».
Tamaño: La geografía fue el factor más importante a la hora de organizar los nuevos países. También había muchas ventajas para que se impusieran los estados basados en las audiencias. Por su «tamaño medio» en términos de extensión y población, eran más gobernables que otras posibilidades, como «las diminutas ciudades-estado y los super-estados». Cierto es que «Durante las guerras de independencia se luchó a favor de diferentes proyectos nacionales que entrarían en conflicto entre sí».
Para los criollos la unidad política más cercana e influyente era el cabildo de su ciudad. «El repentino colapso de la autoridad imperial hispana en 1808 desató una pugna por el poder que llevó a la proliferación de formaciones políticas de pequeña escala basadas en el entrelazamiento de unidades municipales/intendencias o gobernaciones». Esto se debió a que «las identidades locales era más fuertes a nivel departamental que la identificación al nivel de la audiencia», las intendencias estaban estrechamente vinculadas a «centros urbanos claves» que eran «entidades cuasi soberanas que contaban con identidades cívicas bien desarrolladas» y las reformas borbónicas concentraron la «capacidad defensiva y fiscal» al nivel de intendencia. Con el curso de la guerra, estos se demostraron demasiados débiles porque los recursos y ejércitos que movilizaban eran muy reducidos. Especialmente para competir con rivales de mayor tamaño, los nuevos estados deseaban controlar puertos y distritos mineros y les era muy fácil imponerse. Caso paradigmático es América Central, donde, en vez de crear una sola gran intendencia que pudo haber cohesionado institucionalmente el territorio, pero se crearon cinco, lo que ayudó a fragmentarlo. A esto se une su geografía montañosa y clima húmedo, que predispuso a la región a ser «una serie de ciudades estado aisladas».
Frente a las grandes federaciones, las audiencias tenían límites más precisos sobre un territorio más homogéneo, lo que permitía alianzas más fáciles para organizar gobiernos centrales más fuertes. Estas dejaron a los nuevos países un aparato estatal (fiscal y judicial) que podía adaptarse e instalarse en todo su territorio a bajo costo. La mayoría de las audiencias eran autosuficientes económicamente, pero tan vinculadas a sus vecinas que hubieran sido beneficiadas por las uniones aduaneras de crear estados más grandes, pero el transporte, movilizar soldados, funcionarios, información y recursos se hacía más costoso en dinero y tiempo para el estado central a medida que el país era más extenso, fenómeno llamado «sobreextensión», lo que reducía sus ingresos, haciéndolo más débil. Así, al final «Sus gobiernos centrales eran poco más que el punto focal de unas alianzas poco sólidas de las elites locales». También tendían a alinear a sus vecinos en contra suya (como le sucedió a Santa Cruz). También se debe recordar que desaparecido el enemigo español desaparecía una causa importante de la unidad, como dijo un autor: «La Gran Colombia estuvo unida en lo militar contra un enemigo común, pero no en lo político para poder conformar una sola entidad». Por último, estos proyectos solo fueron posibles gracias a la movilización a gran distancia. Una vez acabada la guerra, que las provocó sus posibilidades de perdurar, se redujeron.
Nacimiento de nacionalismos: Empezaban a vislumbrarse los futuros conflictos fronterizos: por ejemplo, Guayaquil se debatía entre anexarse a Perú o la Gran Colombia o ser una ciudad-estado; Pasto, y en menor medida Popayán, estaban vinculados culturalmente más a Quito que a Bogotá; también neogranadinos y peruanos se disputaban territorios amazónicos, garantizando el fracaso de toda integración.
La mayoría de la población nunca salía de su comarca de nacimiento, de ahí la fácil identificación con la «"patria chica"». Solo después con las guerras de la independencia es que nace la nación y tomará forma durante la consolidación de cada país en las décadas siguientes. Surge la diferenciación: «Se empieza a considerar extranjeros a los nacidos en los países limítrofes del proceso resultante: el peruano, el boliviano, el chileno, el colombiano y el ecuatoriano ya no son "lo mismo"». Pero como señalan algunos autores, «no nos encontrábamos aún con nacionalidades auténticamente diferenciadas, aunque los Estados se esforzaban por crearlas, como un medio más de autojustificarse».
Antes, en el periodo colonial, un criollo tenía muchas identidades superpuestas: era súbdito del rey, miembro de una casta, habitante de una audiencia o región y vecino de una ciudad. Existía un concepto de «reino» equivalente a una audiencia pero rara vez este iba acompañado de un gentilicio, por ejemplo, son «sumamente comunes las referencias a un reino de Chile, Quito o Nueva Granada, pero los pobladores de dicho espacio imaginado rara vez eran llamados granadinos, quiteños o chilenos». Al parecer, el nacimiento de esa identificación con la audiencia surgió con las reformas borbónicas, cuando la Corona buscó retomar el control de las provincias ultramarinas promoviendo el monopolio peninsular de los cargos administrativos (no se consiguió hacer lo mismo en el ejército), proceso llamado «desamericanización». La identificación habría surgido como justificación en el discurso de las élites que reclamaban voz y voto en las decisiones sobre sus territorios.
Federalismo contra centralismo: Dentro de cada país había fuertes tensiones entre las aspiraciones centralistas de las capitales y la autonomía de las regiones «resultado de las luchas entre las élites de las ciudades capitales y de las ciudades de las provincias interiores». Las guerras de independencia fortalecieron los «sentimientos autonomistas» de las élites provincianas y pronto desafiaron la hegemonía de sus rivales capitalinas, siguiendo el ejemplo estadounidense y la «descentralización político-administrativa generada por el sistema de Intendencias». Pero el único sistema que conocían, y por tanto, que respetaba la mayoría de las élites era el centralismo. En resumen, «La élite del núcleo naturalmente dominaba el estado central alineando a las de la periferia», por un lado estaban quienes deseaban acceso a la toma de decisiones (provincias) y los que querían un gobierno efectivo (capital). Era un enfrentamiento entre distintas concepciones de soberanía (una nación o cada región) y eso llevaba a diferentes propuestas de organización política.
Estos conflictos tenían su lógica económica. El sistema español se basaba en fundar ciudades en el interior que controlaban centros de producción comunicadas con sus puertos. Los sistemas unitarios basados en el «dominio político sobre todo el territorio de la república a través del poder de un hombre fuerte» eran apoyados por las regiones interiores, donde las estructuras económicas y sociales estaban bien asentadas. En las zonas más vinculadas al comercio exterior dominaban élites que exigían mayor autonomía y participación en el gobierno nacional. Las difíciles comunicaciones entre capitales y la periferia garantizaron que estas últimas establecieran sus propios vínculos con el exterior. El apoyo a una u otra propuesta era por motivos económicos más que ideológicos.
Según algunos, las repúblicas no vienen de las audiencias sino de territorios controlados por las grandes ciudades y cuya estabilidad dependió del tiempo que les tomo a las élites de esas urbes imponerse a sus rivales.
Diversidad: La diversidad cultural y económica de cada territorio era el principal contrapunto. Desde las serranías de Pasto hasta la Puna jujeña la población era mayoritariamente indios que estaban inmersos en sus comunidades agrícolas, principalmente de etnias quechuas y aimaras. La economía se basaba en la agricultura y la minería y los textiles solo tenían importancia en Perú, Charcas, Quito y Nueva Granada. En la costa caribeña predominaban las plantaciones de esclavos (similar al litoral peruano) y en los llanos del Orinoco la ganadería. En Chile una incipiente minería, economía trigueña y población mestiza.
El sistema laboral difería enormemente e hizo su papel en la desintegración. Estos variaban según la labor principal de cada zona y las castas que involucrara. Desde las reducciones de indios en zonas fronterizas, el peonaje en zonas no mineras de los Andes, Centroamérica y Bolivia, el trabajo libre en el Río de la Plata, Chile y Costa Rica, la proliferación de la hacienda en todo el territorio y el obraje artesanal (condenado a desaparecer ante la llegada masiva de mercancías británicas). El repartimiento de indios y la esclavitud habían sido abolidas oficialmente con la independencia, aunque la implementación fue lenta. Para empeorar todo, la monarquía prohibió el intercambio comercial entre virreinatos de varios productos para dar ventaja a mercancías peninsulares. Tras la independencia, ingleses y estadounidenses usaron su diplomacia para desincentivar a las nuevas repúblicas a firmar tratados de comercio entre ellas, pero si con ellos y donde ambos países tenían ventajas.
En cambio, «Brasil y Estados Unidos, donde prevalecieron sólo dos regímenes: trabajo libre y esclavitud». Al no haber continuidad en los medios de producción no se favoreció la articulación interna, la gradual creación de un mercado no impidió que hubiera un único centro de poder que pudiera organizar el territorio sin contrapesos (como Río de Janeiro en el caso brasileño).
Economía: Como dice un historiador «El imperio español fue la unión monetaria y fiscal más grande jamás conocida» y «una amplia región económica que hasta entonces había estado altamente integrada».

(...) el "sistema económico" colonial -estructurado alrededor de la extracción y comercialización de la plata a escala mundial- involucraba vastas regiones y producciones que estaban muy integradas y gozaban de gran autonomía, (...). Por otro lado, el sistema fiscal del imperio español, basado en un sistema intra-colonial de redistribución de recursos fiscales por medios privados, había vinculado muy estrechamente regiones y élites mercantiles coloniales que fueron prosperando a lo largo del siglo XVIII. Ese "sistema de la economía y del estado colonial ligó fuertemente la producción y mercados, los circuitos mercantiles y las élites regionales a partir de la distribución de la plata e importaciones a través de regiones muy distantes en el Nuevo Mundo.

Las guerras implicaron la fragmentación de la producción de monedas y la desaparición de una autoridad monetaria única. Los revolucionarios empezaron a producir nuevas monedas de menor calidad que coexistían con otras de mejor, esto llevó al «aterosamiento del dinero "bueno"» hasta que quedó solo el "malo" (y menos valioso) como medio de pago (ley de Gresham). Esto disminuyó el poder adquisitivo, hubo problemas al fijar precios, puso fin a los circuitos comerciales coloniales y trajo déficit fiscales cada vez mayores (en época de grandes gastos militares).
Los territorios estaban arrasados y sus economías arruinadas por la guerra, la escasez de circulante monetario por la necesidad de cobrar impuestos para pagar las necesidades bélicas de los nuevos países, el pagar las importaciones y el uso de diversas monedas extranjeras como medio de pagos crearon distorsiones en los precios, alentó la especulación, hacía inconvertible el papel moneda, impidió acumular capital, arruinaron el comercio recíproco, aumentaron la carga impositiva al consumo y forzaron a pedir empréstamos foráneos. El resultado fue que «Los gobiernos, que cada vez necesitaban más ingresos, sin embargo recibían cada vez menos recaudación» y «los futuros ingresos eran destinados para el pago de la deuda cada vez en mayor proporción».

El préstamo a tipos de interés cada vez más altos y a plazos cada vez más cortos era una manera segura de conseguir una "crisis de la deuda" o la bancarrota del gobierno.

Se dieron muchos muchos casos, como el gobierno colombiano, de no poder seguir pagando su deuda externa, lo que debilitó su posición a la hora de negociar tratados comerciales internacionales. Fue un aliento importante para los conflictos regionales e impidió la creación de instituciones políticas y fiscales en orden.

## La Confederación Perú-Boliviana
En 1836 el presidente boliviano Santa Cruz invadía Perú y creaba la Confederación Perú-Boliviana. A nivel interno, Santa Cruz, por desear convertir al eje Arica-La Paz-Puno-Arequipa (Bolivia-Sur de Perú) en el corazón de su Confederación, estaba en conflicto con Lima y el norte peruano, más vinculados económicamente con Chile y Ecuador.
El «estado comercial» chileno vio un peligroso rival, abandono su política aislacionista y apoyo a Gamarra, caudillo rival de Santa Cruz. Chile quería asegurar la hegemonía en el Pacífico Sur para su principal puerto, Valparaíso, sobre sus rivales peruano (Callao) y boliviano (Cobija). Según la historiografía chilena los planes de Santa Cruz incluían el provocar caos interno en Chile, Ecuador y el Río de la Plata para posteriormente expandirse a sus expensas y reconstruir el Incanato. Contaba con aliados dentro de cada país, por ejemplo, en Ecuador las ciudades de Guayaquil y Cuenca deseaban poder comerciar con Lima, algo prohibido en 1829 por la guerra grancolombo-peruana y que solo beneficiaba a las artesanías de Quito.
La Confederación también llevó a los chilenos a buscar sin éxito una alianza con Quito y Buenos Aires para una invasión conjunta. Finalmente, pusieron fin al proyecto confederado en Yungay. Sin interés en intervenir en las guerras civiles peruanas, los chilenos se retiraron al cumplir su objetivo. Cuando Gamarra invadió Bolivia los chilenos empezaron a prepararse para hacerle la guerra para proteger el «equilibrio de poder»; la expedición fue cancelada por su derrota y muerte en Ingaví.

## Otros intentos de confederaciones

### Flores
Un nuevo intento expansionista nacería en Ecuador durante el gobierno de Flores para intentar hacerse con el Cauca, Jaén y Maynas. Posterior a su caída, Flores negoció en 1846 la posibilidad de unificar Ecuador, Perú y Bolivia bajo un mismo monarca, el joven Agustín Muñoz y Borbón (algo aceptado por la regente española María Cristina de Borbón-Dos Sicilias); no era la primera vez que se intentaba instalar un sistema monárquico en dicho territorio. En 1849 se acusó a Santa Cruz de intentar proclamar a un príncipe europeo.

### Mosquera
En 1863, los federalistas neogranadinos liderados por Tomas Cipriano de Mosquera, intentaron reconstruir la Gran Colombia, cambiando el nombre de la Nueva Granada (que agrupaba a las actuales Colombia y Panamá) por Estados Unidos de Colombia, e incluyendo la siguiente disposición constitucional:

Artículo 90.- El Poder Ejecutivo iniciará negociaciones con los Gobiernos de Venezuela y Ecuador para la Unión voluntaria de las tres secciones de la antigua Colombia en nacionalidad común, bajo una forma republicana, democrática y federal, análoga a la establecida en la presente Constitución, y especificada, llegado el caso, por una Convención general constituyente.
Constitución Política de los Estados Unidos de Colombia (1863)

Sin embargo, la medida fue rechazada en Venezuela y Ecuador, que vieron el cambio de nombre como una usurpación y rechazaron la posibilidad de reunificarse.

## Actualidad
En 1969 se creó la Comunidad Andina, un organismo internacional cuya misión es promover el desarrollo económico mediante la integración de sus miembros. Los países fundadores fueron Bolivia, Colombia, Chile, Ecuador y Perú, a los que se sumó Venezuela en 1973. No obstante, Chile abandonó la organización en 1976, y Venezuela hizo lo propio en 2006. Actualmente Panamá es miembro observador, y Chile ha retornado como miembro asociado.
Con el ascenso de la izquierda regional (marea rosa) se han multiplicado las voces que apoyan una mayor integración regional bajo las ideas de la revolución bolivariana. La Alianza Bolivariana para los Pueblos de Nuestra América agrupa a una serie de países de América Latina y el Caribe, incluyendo a Venezuela, Bolivia y Ecuador (hasta 2018).
Desde el polo ideológico opuesto, la Alianza del Pacífico incluye a Chile, Colombia, México y Perú, mientras que Ecuador y Panamá buscan convertirse en miembros plenos.

### Unificación
Aunque ningún gobierno o partido actual aboga por la unificación de los países andinos, si la Federación de los Andes resurgiera, se convertiría en el séptimo país más extenso y en el décimo más poblado, y ocuparía el lugar 15 entre las economías del mundo.

Posible territorio de la Federación de los Andes unificada.

| Bandera              | Escudo | País      | Capital          | Área (km²) | Población (2017) | PIB PPA (millones de USD) | PIB PPA per cápita (USD) |
| -------------------- | ------ | --------- | ---------------- | ---------- | ---------------- | ------------------------- | ------------------------ |
| Bandera de Bolivia   |        | Bolivia   | Sucre            | 1 098 581  | 11 138 234       | 83 608                    | 7 543                    |
| Bandera de Colombia  |        | Colombia  | Bogotá           | 1 141 748  | 51 698 524       | 750 276                   | 15 055                   |
| Bandera de Ecuador   |        | Ecuador   | Quito            | 283 560    | 16 290 913       | 192 637                   | 11 864                   |
| Bandera de Panamá    |        | Panamá    | Ciudad de Panamá | 75 517     | 3 753 142        | 103 893                   | 26 979                   |
| Bandera de Perú      |        | Perú      | Lima             | 1 285 216  | 31 036 656       | 424 385                   | 13 342                   |
| Bandera de Venezuela |        | Venezuela | Caracas          | 916 445    | 31 304 016       | 330 894                   | 10 399                   |
| Total                | Total  | Total     | Total            | 4 844 234  | 141 221 485      | 1 885 693                 | 13 352                   |

1. ↑  1 075 978 km² si se incluye la reclamación sobre la Guayana Esequiba.
2. ↑  4 960 600 km² si se incluye la reclamación anterior.

### Libros
- Aljovín de Losada, Cristóbal (2003). «Casos de continuidad y ruptura: Perú y Charcas, de la Independencia a la República».  En Dirección de Germán Carrera Damas & John V. Lombardi, ed. Historia general de América Latina: La crisis estructural de las sociedades implantadas. París: Tomo V. Unesco & Editorial Trotta. pp. 245-270. ISBN 9789233031548.
- Álvarez, Tulio Alberto (1998). La constituyente: todo lo que usted necesita saber. Caracas: El Nacional. ISBN 9789806423268.
- Arriaga Rodríguez, Juan Carlos & Tania Libertad Camal Cheluja (2012). «Secesión y fragmentación de los territorios coloniales en la América española: 1810-1836».  En Coordinadores Jasmín Benítez López, Rafael Romero Mayo y Mario Vázquez Olivera, ed. Geopolítica, relaciones internacionales y etnicidad. Aspectos de la construcción del Estado en América Latina durante los siglos XIX y XX. México: Bonilla Artigas Editores y Universidad de Quintana Roo.
- Baralt, Rafael María & Ramón Díaz (1841). Resumen de la historia de Venezuela, desde 1797 hasta 1830. París: Tomo II. Imprenta de H. Fournier & Cía.
- Barros Arana, Diego (1897). Historia General de Chile. Santiago: Tomo XV. Imprenta Josefina María de Palacios.
- Basadre, Jorge (1998). Historia de la República del Perú, 1822-1933 (8ª edición). Lima: Tomo I. Diario de la República.
- Basadre, Jorge (2002). La iniciación de la república: contribución al estudio de la evolución política y social del Perú (8ª edición). Lima: Tomo I. Universidad Nacional Mayor de San Marcos. ISBN 9789972461965.
- Belaúnde, Víctor Andrés (1997). La constitución inicial del Perú ante el derecho internacional. Lima: Universidad Nacional Mayor de San Marcos. ISBN 9789972460418.
- Bosch, Juan (1966). Bolívar y la guerra social. Buenos Aires: Editorial Jorge Álvarez.
- Bushnell, David (1999). «Fuerzas integradoras y fuerzas desintegradoras en el contexto de las nuevas repúblicas».  En Germán Carrera Damas, ed. Historia de América Andina: Crisis del régimen colonial e independencia. Quito: Tomo IV. Universidad Andina Simón Bolívar. pp. 329-356. ISBN 9789978807491.
- Bushnell, David (2002). Simón Bolívar: hombre de Caracas, proyecto de América: una biografía. Buenos Aires: Biblos. ISBN 9789507863158.
- Cisneros, Andrés; Carlos Escudé & Alejandro L. Corbacho (1998a). «El temor a la expansión brasileña». Historia general de las relaciones exteriores de la República Argentina. Las relaciones exteriores de la Argentina embrionaria (1806-1881). Los mini-Estados provinciales del Río de la Plata en tiempos de las guerras contra el Brasil y contra la Confederación peruano-boliviana. Buenos Aires: Consejo Argentino para las Relaciones Internacionales, Centro de Estudios de Política Exterior & Grupo Editor Latinoamericano.
- Cisneros, Andrés; Carlos Escudé & Alejandro L. Corbacho (1998b). «Las relaciones intrasudamericanas hacia 1825». Historia general de las relaciones exteriores de la República Argentina. Las relaciones exteriores de la Argentina embrionaria (1806-1881). Los mini-Estados provinciales del Río de la Plata en tiempos de las guerras contra el Brasil y contra la Confederación peruano-boliviana. Buenos Aires: Consejo Argentino para las Relaciones Internacionales, Centro de Estudios de Política Exterior & Grupo Editor Latinoamericano.
- Cisneros, Andrés; Carlos Escudé & Alejandro L. Corbacho (1998c). «Chile abandona su posición aislacionista». Historia general de las relaciones exteriores de la República Argentina. Las relaciones exteriores de la Argentina embrionaria (1806-1881). Los mini-Estados provinciales del Río de la Plata en tiempos de las guerras contra el Brasil y contra la Confederación peruano-boliviana. Buenos Aires: Consejo Argentino para las Relaciones Internacionales, Centro de Estudios de Política Exterior & Grupo Editor Latinoamericano.
- Cisneros, Andrés; Carlos Escudé & Alejandro L. Corbacho (1998d). «Las operaciones chilenas. El triunfo de Yungay». Historia general de las relaciones exteriores de la República Argentina. Las relaciones exteriores de la Argentina embrionaria (1806-1881). Los mini-Estados provinciales del Río de la Plata en tiempos de las guerras contra el Brasil y contra la Confederación peruano-boliviana. Buenos Aires: Consejo Argentino para las Relaciones Internacionales, Centro de Estudios de Política Exterior & Grupo Editor Latinoamericano.
- Contreras Carranza, Carlos. «Las claves del período». Perú. La construcción nacional (1830-1880) (2014 edición). Tomo II. Madrid: Mapfre & Taurus. ISBN 9788430610273.
- Elliott, John H. (2009). Imperios del mundo atlántico. España y Gran Bretaña en América, 1492-1830. México: Taurus. Traducción inglés-español de Marta Balcells. ISBN 9786071100825.
- Grez Pérez, Carlos E. (1983). Simón Bolívar Palacios, el Libertador. Santiago: Andrés Bello.
- Hamnett, Brian R. (2002). «La política contrarrevolucionaria del virrey Abascal: Perú, 1806-1816».  En Marta Terán & José Antonio Serrano Ortega, ed. Las guerras de independencia en la América española. México: El Colegio de Michoacán. p. 9789706790699.
- Klein, Herbert S. (2011). A concise history of Bolivia (en inglés). Nueva York: Cambridge University Press. ISBN 9781139497503.
- Lucena Giraldo, Manuel & Marta Irurozqui (1999). «Lima vs. Valparaíso. El balance de poder en la América andina».  En Manuel Burga & Margarita Garrido, ed. Historia de América andina: Creación de las repúblicas y formación de la nación. Tomo V. Libresa. ISBN 9789978807590.
- McEvoy, Carmen (2014). «La vida política. Del ciudadano en armas al ciudadano laborioso: guerras, política y representación en el Perú (1830-1879)».  En Carlos Contreras Carranza, ed. Perú. La construcción nacional (1830-1880). Tomo II. Madrid: Mapfre & Taurus. ISBN 9788430610273.
- Mitre, Bartolomé (1890).  Félix Lajouane, ed. Historia de San Martín y de la emancipación sud-americana. Tomo V. Buenos Aires: W. M. Jackson editore.
- Morote Rebolledo, Herbert (2007). Bolívar, libertador y enemigo no. 1 del Perú. Lima: Jaime Campodónico Editor. ISBN 9789972729621.
- Reza Guardia, Germán Adolfo de la (2006). «Otros ensayos de unión hispanoamericana. Confederación Perú-Boliviana». El Congreso de Panamá de 1826 y otros ensayos de integración latinoamericana en el siglo XIX: estudio y fuentes documentales anotada. México: Universidad Autónoma Metropolitana.
- Roa Bastos, Augusto Antonio (1986).  Carlos Pacheco, ed. Yo, el Supremo. Caracas: Fundación Biblioteca Ayacucho. ISBN 9789802760091.
- Roca García, José Luis (2007). Ni con Lima ni con Buenos Aires. La formación de un Estado nacional en Charcas. La Paz: Plural. ISBN 978-9-99541-076-6.
- Romero Carranza, Ambrosio; Alberto Rodríguez Varela & Eduardo Ventura (1993). Historia política y constitucional de la Argentina: Desde 1824 hasta 1868. Tomo II. A-Z Editora. ISBN 9789505341634.
- Salduna, Horacio (2004). Bolívar y los argentinos. Caracas: Ex libris.
- Sánchez Andrés, Agustín & Marco Antonio Landavazo Arias (2012). «Ecuador».  En Carlos Malamud, ed. Ruptura y reconciliación. España y el reconocimiento de las independencias latinoamericanas. Tomo I. Madrid: Mapfre & Taurus. ISBN 9788430602575.
- Silva Galdames, Osvaldo (2005). Atlas de historia de Chile. Santiago: Universitaria. ISBN 9789561117761.
- Soto Vera, Anahi (1998). Las guerras de la Primera República. Asunción: Ediciones Técnicas Paraguayas. Portal Guaraní. ISBN 9789995313333.
- Trías, Vivían (1992).  José Barrientos, ed. Bolívar: personajes y episodios. Montevideo: Ediciones de la Banda Oriental.

### Artículos
- Belaunde, Víctor Andrés (abril-junio 1929). «La federación de los Andes. Bolívar nacionalista». Boletín de la Academia Nacional de la Historia (Caracas) XII (46): 204-217.
- Egea López, Antonio (1985). «"La resistencia española en Suramérica tras Ayacucho, a través del «Diario mercantil de Cádiz»"». Anales de la Universidad de Cádiz (Cádiz) (2): 219-250. ISSN 0213-1595.
- De Espinosa Fernández de Córdoba, Carlos (enero 2002). «Entre la ciudad y el continente: opciones para la construcción de los estados andinos en la época de la Independencia». Revista Andina (Cuzco) (34): 155-181. ISSN 0259-9600.
- Irigoin, Alejandra (enero-marzo de 2010). «Las raíces monetarias de la fragmentación política de la América española en el siglo XIX». Historia Mexicana (México: El Colegio de México) LIX (3): 919-979.
- Landázuri Camacho, Carlos (julio-diciembre 1992). «Proyecto editorial Historia de América Andina. Sólo libros/reseñas». Procesos. Revista Ecuatoriana de Historia (Quito: Corporación Editora Nacional & Universidad Andina Simón Bolívar) (3). ISSN 1390-0099.
- Paniagua Corazao, Valentín (2008). «El proceso constituyente y la Constitución vitalicia (bolivariana) de 1826 (II)». Revista Historia Constitucional (Revista Electrónica de Historia Constitucional) (9). ISSN 1576-4729.
- Reza, Germán A. de la (primavera 2010). «De las autonomías a la pluralidad de las repúblicas: ¿destino ineluctable?». Política y Cultura (33): 9-34.

- Datos: Q39081578
- Multimedia: Federation of the Andes / Q39081578